# ヘリコプター

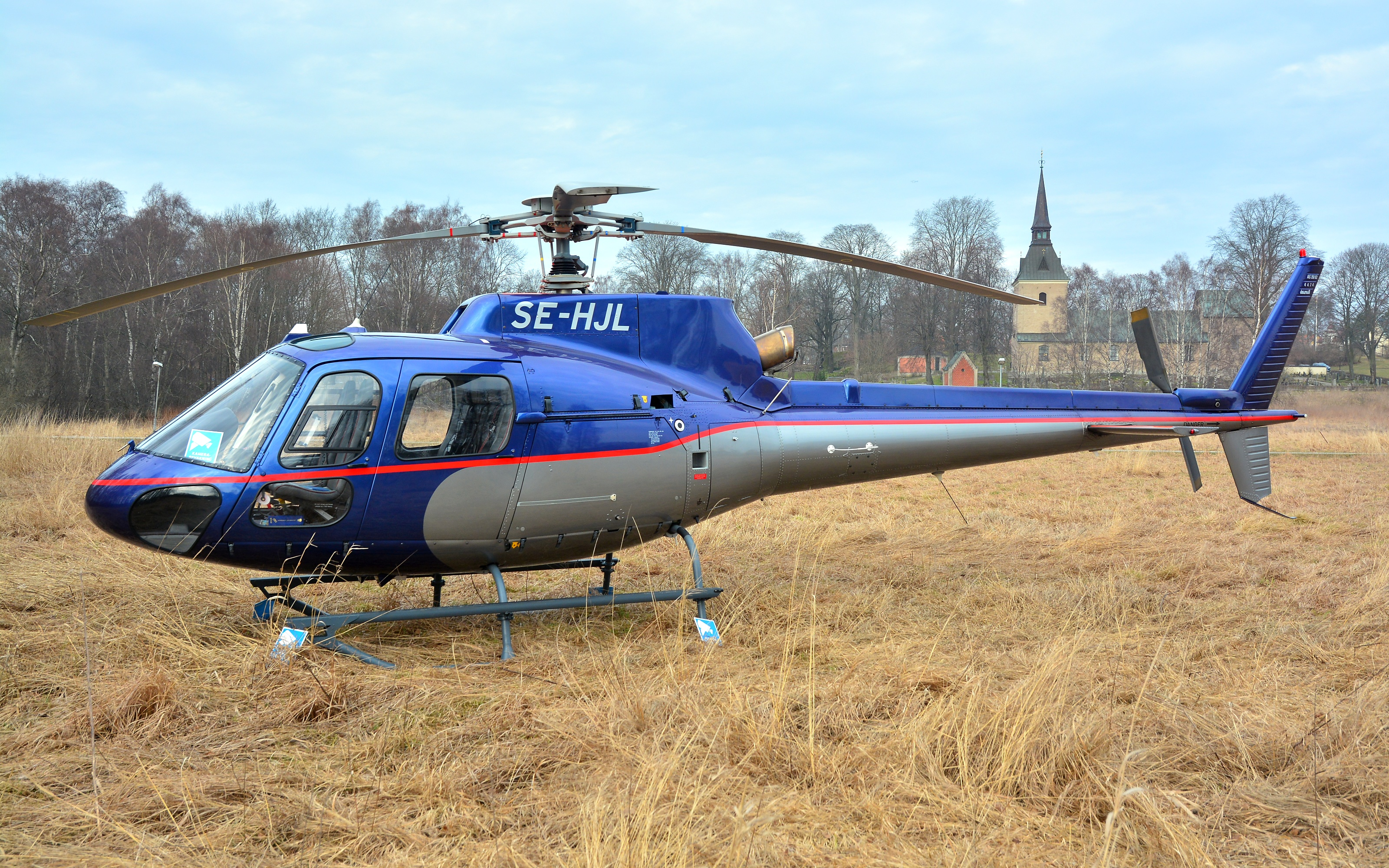
一般的なシングルローター形態のヘリコプター（AS350）

ヘリコプター（英語: helicopter、ドイツ語: Hubschrauber）は、回転翼機に分類される航空機の一種。漢字表記は螺旋翼機。

## 概要
垂直方向の軸に配置したローター（回転翼）をエンジンの力で回転させて揚力を得て、出力やローターの描く面（回転面・円盤面）を変化させることで進行方向への推進力を得たり、ホバリング（空中での停止）を含めて高度を調整したりできる。飛行にはローターで動かす大気の存在が前提となる。
世界初の安定して飛行できて実用に耐えるヘリコプターは、ナチス・ドイツ時代に開発され1936年6月26日に初飛行したフォッケウルフ Fw 61であるとされる（#歴史を参照）。
発着に滑走路が不要なため、現代においては民生と軍事（攻撃ヘリコプターなど）を含む幅広い用途で使われている（#用途を参照）。無人ヘリコプターも実用化されているが、安定した飛行がしやすいようにローターを多数（4つや8つなど）備えた無人航空機はドローンに分類されることが多い。

## 名称
ヘリコプターという名称は、ギリシア語の ἕλιξ hélix（エリックス、螺旋）と πτερόν pterón（プテロン、翼）を語源とする。これらに由来するフランス語の接頭辞 helico-（エリコ、螺旋の）と ptère（プテール、羽のある虫）を組み合わせた造語 hélicoptère（エリコプテール）として、1861年にギュスターヴ・ポントン・ダメクールが命名した。この単語が英語では helicopter（ヘリコプター）となってジュール・ヴェルヌやライト兄弟によって使われ、1918年には現代的な意味でのヘリコプターに転用された。
日本語では英語を直接音訳して「ヘリコプター」と呼称される。漢字表記は「螺旋翼機」。なお、丸岡桂は明治38年に自身の発明したヘリコプターを「昇空器」と名付けている。中国語では「直升机」（直昇機、垂直に昇る飛行機という意味）、北朝鮮の朝鮮語（文化語）では「직승기」（チクスンギ、漢字「直昇機」に対応）と呼ぶ。
上述のように、語源に基づいた「ヘリコプター」の正しい単語の切れ目は「ヘリコ・プター」であるが、本来の語源からは不自然な区切り方ではあるものの、日本語および英語では「ヘリ (heli)」または「コプター (copter)」と略されることもある。
英語ではローターが大気を切る (chop) ことから chopper（チョッパー）とも呼ばれる。軍用ヘリコプターが投入された朝鮮戦争時に俗語として発生し、ベトナム戦争で普及した。ローター回転音を表現する英語のオノマトペも "chop chop chop" である。

## 解説
ヘリコプターは、機体の前後方向に垂直な（つまり通常は上下方向の）軸に（複数枚から成る）ローターを配置し、それをエンジンの力で回転させ、ローターの迎角（ピッチ角）と回転面の傾きを調整することによって、揚力を調整したりその運動方向を変えたりする航空機である。主たるローターの数が1つの物（シングルローター）の他に、2つの物（#ツインローターを参照）、3つ以上の物（#マルチローター式を参照）がある。
国土交通省航空局の『耐空性審査要領』 第1部「定義」によれば、ヘリコプターは「重要な揚力を1個以上の回転翼から得る回転翼航空機の1つである」と定義されている。
ヘリコプターには空中のある位置に留まるホバリング（空中停止）や、ホバリング状態から垂直上昇や垂直降下、前方への水平飛行へ移ったり、機体の方向を保ったまま真横や後方や斜め方向に進むといった機動をできる。また比較的狭い場所でも離・着陸できる。
これらの特長から、きわめて広い用途で利用されている。たとえば山岳遭難や海洋遭難での救助活動にも活用され（救助ヘリ）、また災害発生時には（飛行場が無い地域でも）被災者の救助や安全な場所への移送、被災地への救援物資の運搬 等々に用いられ、他にも、離島などに住む患者の病院への移送や救急搬送（ドクターヘリ）、報道機関による空中からの取材（報道ヘリ）、（政府による）要人の移動、都市上空観光（遊覧飛行）、また（米国などでは）企業のエグゼクティブの効率の良い移動手段、森林火災などの空中消火、逃亡する犯人の警察による追跡等々にも利用されている。詳しくは#用途を参照。
軍隊でも、攻撃や偵察、ヘリボーンを含む人員や兵器・物資の輸送、捜索救難、対潜哨戒など多用される。長大な飛行甲板がない軍艦でも艦載機として運用でき、多数のヘリコプターを搭載したヘリ空母もある。
なお、後述するローターヘッドの形式によっては、宙返りなどの曲技飛行ができる機体もある（#曲技飛行を参照）。
ただし、ヘリコプターは固定翼機に比べると、一般に速度が遅く、燃費も悪く、航続距離も短い。一方で、固定翼機のように滑走路を必要とせず、ヘリパッドさえあれば離着陸が可能なので、飛行場と目的地の間の移動時間を含めれば、固定翼機よりヘリコプターの方が迅速に移動できる場合も多い。
また、北米ではヘリコプターの騒音が社会問題になっている。
なおヘリコプターには航空機メーカーが製造・販売する完成品だけでなく、GEN H-4のようなホームビルト機も存在する。
模型、無人機
ラジコンのヘリコプターも、電子ジャイロの小型化・高性能化により複雑な姿勢制御が容易となり、超小型の、掌に載せられるような機体も登場し狭い空間でも飛ばせるようになったので人気も高い。また農薬散布用の小型の遠隔操縦ヘリも長年に渡り多数の農家で実用的に用いられており、さらに自動制御のロボットヘリも登場した。観測用の遠隔操縦小型ヘリもあり、火山の火口の観測など、危険で人を近付けるわけにはいかない場所の画像・映像や諸データの収集に役立ってきた歴史がある。

## 歴史

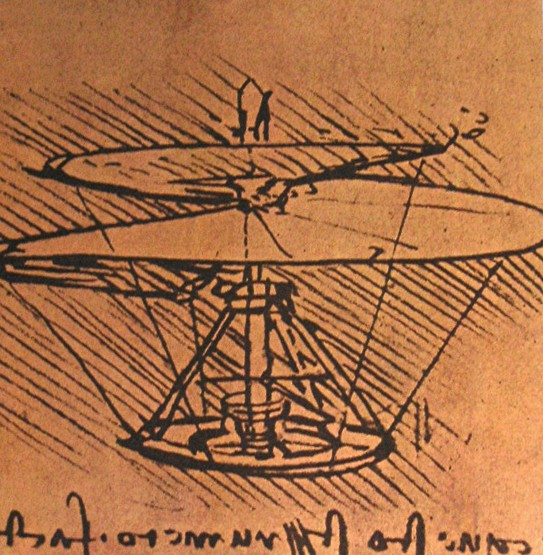
ダ・ヴィンチのヘリコプター図案

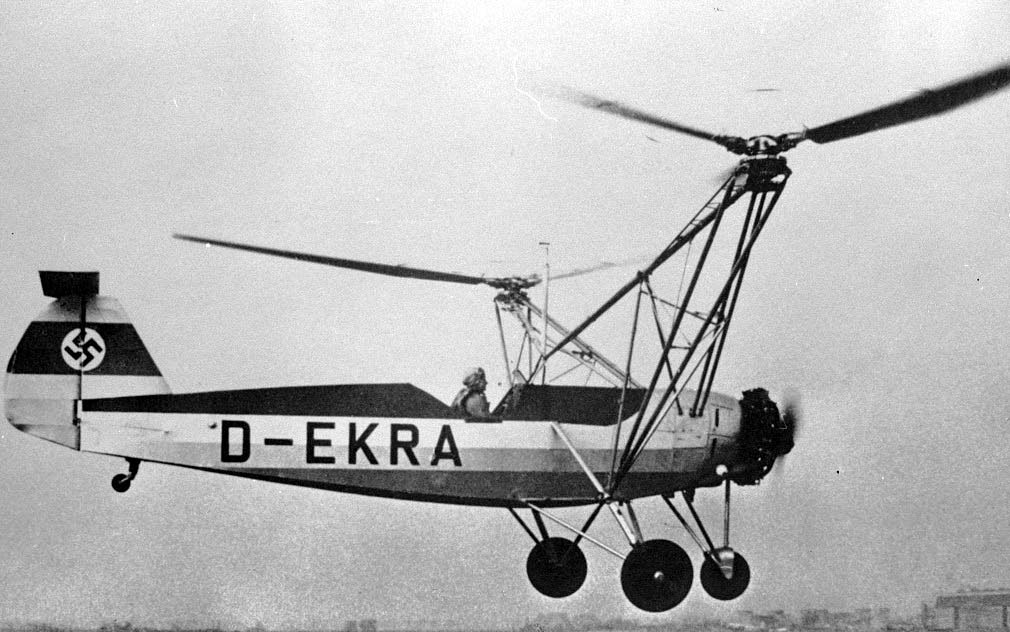
世界初の実用ヘリコプターであるフォッケウルフ Fw61

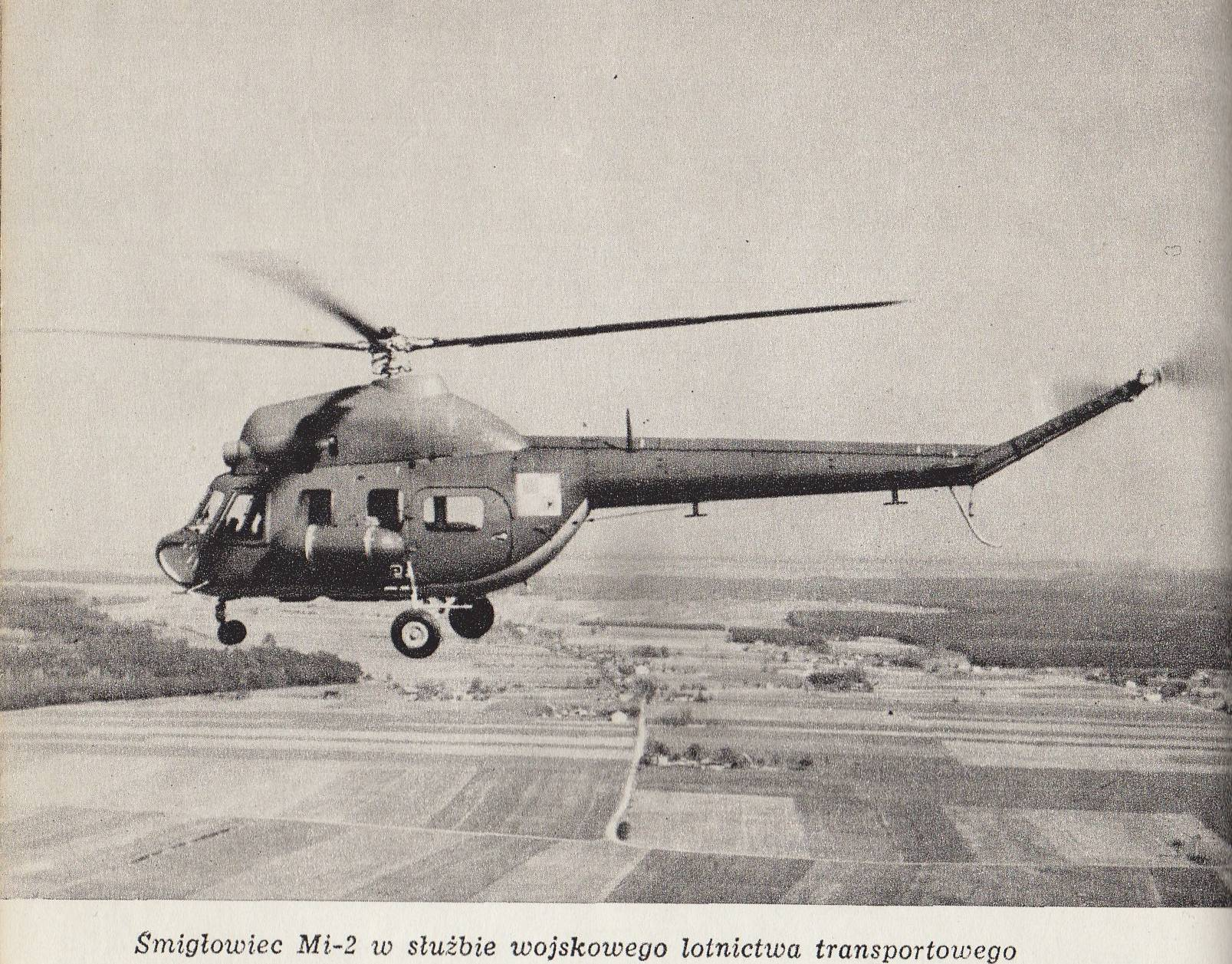
冷戦期に開発されたMi-2

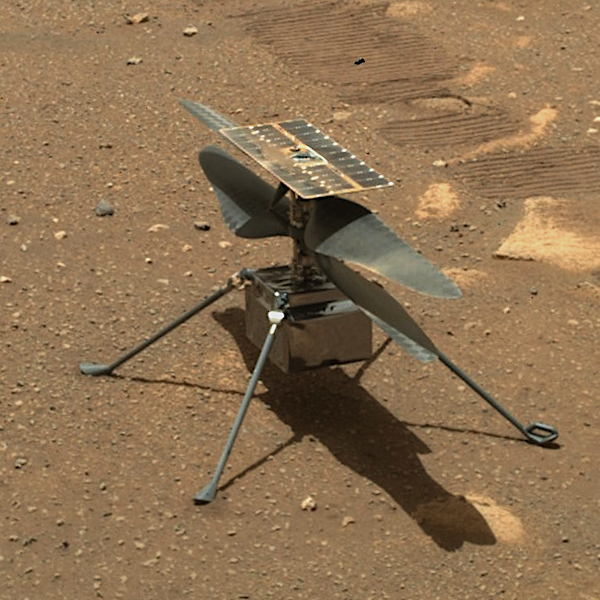
火星で飛行したインジェニュイティ

ヘリコプターの研究は遠く紀元前の中国の竹トンボに始まって、ルネサンス期ヨーロッパにおけるレオナルド・ダ・ヴィンチのスケッチ、さらには18世紀 - 19世紀のジョージ・ケイリーやヤーコプ・デーゲンらの模型を経て、何人かの実験家による蒸気機関を積んだ試作機製作と進められた。実際にパイロットを乗せ、ローターを使って地上を離れたのは20世紀になってからの事である。トーマス・エジソンも燃焼の反動を利用したヘリコプターを研究したが爆発事故が発生し、幸い負傷者は出なかったが研究を打ち切っている。
固定翼機が登場した後、ヘリコプターが実用化されるまでの間にオートジャイロが現れ、回転翼の挙動に関する空気力学や機械工学的な知見が得られた。
1901年にドイツのヘルマン・ガンズヴィントは現在のヘリコプターに相当する動力で回転する回転翼を装備した航空機に2名を乗せて、15秒間の浮上を実演した
1907年にフランスのモーリス・レジェ、ルイ・ブレゲー、ポール・コルニュらが相次いで多少のホバリングに成功した。オーストリア＝ハンガリー帝国にて、1917年にPKZ-1という4つのローターを持ったヘリコプターが、1918年にはPKZ-2という同軸反転ローターのヘリコプターがセオドア・フォン・カルマンらによって開発され、それぞれがホバリングに成功した。
安定して飛行できるヘリコプターが最初に飛行したのは、1930年代のナチス・ドイツにおいてで、ハインリヒ・フォッケによりベルリンで開発されたフォッケウルフ Fw61である。アントン・フレットナーもヘリコプターの開発に貢献する。
ロシアから米国へ亡命したイーゴリ・シコールスキイもヘリコプターのパイオニアの一人で単ローター、尾部ローター付という、今日の反トルク・テール・ローター形式の基礎となった、VS-300を1939年に初飛行させた。これの発展型R-4が第二次世界大戦末期にアメリカ軍で用いられたといわれる。
実際に回転翼機で垂直上昇／垂直着陸／空中静止（ホバリング）を得るには重量あたりの出力が小さいレシプロエンジンでは限界があり、十分な実用性能を得るためには軽量で高出力なガスタービンエンジンの採用を待たねばならない。飛行機の発明者オーヴィル・ライトも、1936年の書簡中でヘリコプターは実用的でないとしている。
1951年12月11日、チャールズ・カマンがカマン K-225にボーイング T50ターボシャフトエンジンを搭載した。従来のレシプロエンジンに比べて大幅に向上した。1951年、カマンのK-225は世界初のガスタービンエンジン式ヘリコプターになった。この機体は現在、スミソニアン博物館に保存されている。2年後、1954年3月26日、改良型の海軍のHTK-1は飛行した初の双発タービンヘリコプターになった。1955年にフランスのシュド・エスト SE.3130 (Alouette II) が世界最初に量産されたガスタービンエンジンを搭載した量産ヘリとして登場し、いくつかの世界記録を塗り替えた。これ以降、ジェット・ヘリというヘリコプターの一分野が作られてゆく。
軍事目的では、第二次世界大戦末期に実戦投入され、英領マレー（現マレーシア）での対ゲリラ戦や朝鮮戦争でも利用されているが、その用途は連絡や哨戒、航空救難など補助任務にとどまり、本格的な運用としてはジェット・ヘリが実用化されて以降のベトナム戦争が初めてである。以後、ヘリは航空戦力として必要不可欠な存在となった。
日本では、1903年に歌人・発明家の丸岡桂が制作した人力式の二重反転式ローター「丸岡式人力ヘリコプター（昇空器）」 や、1937年頃に馬淵清一が制作した「馬淵式ヘリコプター」の記録があり、1944年には横浜高等工業学校で広津万里教授が助手や学生の協力を得て、双ローター形式のヘリコプター「特殊蝶番レ号」を開発した記録がある。

西原勝『航空少年読本』（1940年）には次の説明がある。
「螺旋翼機」＝（ヘリコプター）は人の乗れる竹とんぼで、発動機で廻るプロペラの推進力を垂直に作用して、上昇するものです。
1945年には、太平洋戦争で敗れた日本を占領した米進駐軍が使用し日本人を驚かせた記録が残っている。1952年に読売 Y-1や萱場ヘリプレーンや萩原JHXヘリコプターが開発されたが、どれも飛行には至らなかった。全日本空輸の前身である日本ヘリコプター輸送が1952年12月27日に宣伝活動を目的に設立されている。1988年6月20日 - 1991年10月18日まで、シティエアリンクが羽田と成田を結ぶ路線を運航していたが、騒音問題に加えて一般の飛行機に比べ運航コストが高く、航空路線としては不採算で廃止となった。
1995年にゲン・コーポレーションによって1人乗りのH-4の試験飛行が実施された。その他には国内の愛好家が製作したホームビルト機で実際に飛行した例が複数ある。
2017年時点、東邦航空により八丈島 - 御蔵島 - 三宅島 - 伊豆大島 - 利島の往復と、八丈島 - 青ヶ島の往復で東京愛らんどシャトルと名付けられた定期航路が運航されている。これが日本で唯一の定期乗合ヘリコプター航路である。社用機としても一定の需要があり、中小の航空会社では運航を受託するビジネスを展開している。
香港とマカオではこの2点間を結ぶヘリコプターの定期航路（香港エクスプレス航空）があり、かつてこれは世界で唯一のヘリコプターによる国際線の定期航路であったが、どちらも中国に返還されたため、現在では（出入境にパスポートが必要ではあるものの）国内便として運航されている。その他、利用客の多い定期路線としてはモナコ - ニース（フランス）間やバンクーバー - ビクトリア間などがある。
2021年にはアメリカ航空宇宙局（NASA）が火星に送り込んだ無人ヘリコプター「インジェニュイティ」（Ingenuity）が飛行を成功させ、地球の大気より遥かに希薄な火星の大気でもヘリコプターが実用可能であることを実証した。

## 用途

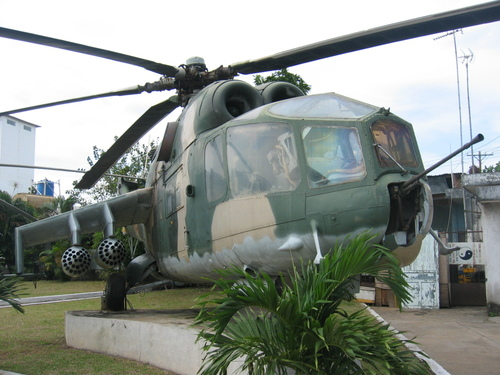
火器により武装した軍事用途のヘリコプター（Mi-24A）

ヘリコプターは滑走路を使わず離着陸できるため様々な場所で利用されている。主な用途は人員輸送、貨物輸送、人命救助、報道、遊覧などである。
人員や貨物の輸送では、滑走路のない離島、山間部、石油プラットフォーム、ヘリポートのある都市部のビル屋上への離着陸。
空き地などへの離着陸も可能なため救急搬送用のドクターヘリ、ホバリングも可能なので災害救助用の警察や消防などの防災ヘリコプター、船舶のヘリパッドにも離着陸できるため沿岸警備隊や海上保安庁の巡視船での洋上捜索救難活動にも使用される。
軍事用としては、警戒監視、対潜哨戒機や攻撃機としての用途もある。その他、テレビ局の報道中継用、空撮、農薬散布用の小型機、遊覧飛行用などとしても使われる。

## 用語

### 構造
ヘリコプターはその機構の複雑さからか「機械仕掛けの神」と称される事もあり、航空宇宙工学の一分野としてヘリコプタ工学がある。
メインローター
機体上部で回転する翼のことで、これが回転翼の名称由来になっている。回転する事により飛行に必要な揚力を得る。また、回転面を傾ける事により、前後左右の飛行が可能となる。エンジンで生み出された動力は、メイン・トランスミッションを介して望ましい回転数まで減速させてからメインロータを300 - 400rpmで回転させて飛行する。また型式や配列により、様々な種類に分類される。
テールローター
機体尾部にある小さな回転翼。メインローターが回転することで、機体が反作用によって逆回転方向の反作用「反トルク」（逆トルク、アンチ・トルク）を受ける。このままでは、機体が回転して操縦不能となるため、機体尾部に長く伸びた先のテールローターによって横方向に押す力を生み出し、メインローターの回転とは反対方向に回転力を与え、機首方向の安定を図る。また、テールローターの回転翼のブレードの迎え角の角度を調整することにより、それが作る推力を加減することによって機首方向を変化（飛行中に瞬時に反転、引き返す）させるのにも使用される。テールローターはエンジンからメイン・トランスミッションで望ましい回転数まで減速され、テールロータードライブシャフトを介してテール・トランスミッションでさらに回転数を減速した後に駆動されており、1,300-2,100rpm程度の回転数で常に回っている。型式や配列によっていくつかの種類がある（後述）。
スワッシュプレート
スワッシュプレート（英: Swashplate）とは、コレクティブピッチ・レバーまたはサイクリックピッチ・スティックの操作（後述）をメインローターのブレードに、ラダーペダルの操作（後述）をテールローターのブレードに伝達する機構である。ローター・マストと共に回転している側のスワッシュプレートと機体側に固定されローター・マストとは回転せず操縦装置と繋がっている側のスワッシュプレートで構成されており、両者はベアリングを介して結合している。機体側の操縦装置のリング機構とローター側のブレードとの間に設けられており、メインローターでは、ローターヘッドの下部にあるメインローターシャフトに、テールローターでは機体後方のテールブームから横に伸びるテイルローターシャフトに取付けられている。実際の操作の伝達は、まず操縦装置と繋がっているリング機構からスワッシュプレートに伝達され、そこからピッチリングとピッチアームを介してブレードに伝達されることで、ブレードの迎え角の変化を伝達できるようになっている。
前進または後退側ブレード
ヘリコプターが前進飛行状態にあるとき、ブレードを識別するために用いられる。前進ブレードとはローターの回転によりヘリコプターの進行方向に前進するブレードをいい、後退ブレードとはローターの回転によりヘリコプターの進行方向と反対の方向に動くブレードをいう。
翼型
ヘリコプターでは通常はメインローターの回転翼断面形状を指すが、テールローターにも翼型はある。主に空気力学的に効率良く揚力を得るための形状となる。
フリーホイールクラッチ
エンジンの駆動パワーを一方向へしか伝えない機構である(フリーホイールを備えた一般的な自転車のペダルに似ている)。ヘリコプターは飛行中エンジンが停止しても、正しい手順に従えばローターを回転させ続け穏やかに地面に降りることができる。しかしこの時エンジンとローターが固定ギア自転車のペダル如く固定されていると、停止したエンジンが逆に抵抗になってしまう。これを防ぐためフリーホイールクラッチが搭載されている（ただし、それが仇となりエンジンが停止することがある）。フリーホイールクラッチにはローラー型とスプラグ型があり、エンジンからのインプットシャフトとメイン・トランスミッションの間に装備される。構造としては、エンジン側の外輪とトランスミッション側の内輪とが、同じ方向に回転する場合には動力が伝達されるが、エンジン側が故障や出力の減少などで回転数が減少して、エンジン側の外輪の回転がメイン・トランスミッション側の内輪の回転より遅くなった場合には、動力の伝達が解除される仕組みとなっている。
遠心クラッチ
ヘリコプターのメインローターは非常に重いため、飛行機のようにスターターでプロペラごとエンジンを回転させ始動させることは出来ない。そこで、エンジン始動時でのエンジン回転数が低い時では、エンジンとメイン・トランスミッションを切り離しておき、エンジン回転数を大きくすると、エンジン出力をメイン・トランスミッションに伝えるクラッチである。ピストンエンジンで駆動されるヘリコプタに搭載されており、構造としては、エンジンと結合されたクラッチスパイダーに取付けられたクラッチシューが、遠心力により外側に押出されてメイン・トランスミッション側の遠心クラッチドラムに固着することで動力伝達を行う仕組みとなっている。

### 操縦

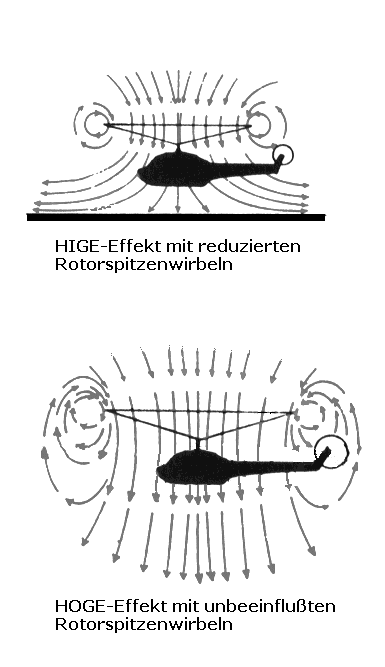
ヘリコプターの地面効果

コレクティブピッチ
略称でCPとも表す。メインローターまたはテールローターのブレードの迎角を同時に変化させることにより、上下方向のまたは左右方向の揚力を同時変化させる事を言う（例として竹とんぼは迎角を変化させられないので、回転が高速であればあるほど高く上昇する）。これにより、上下方向や左右方向の操縦を行う事ができる。メインローターではコレクティブピッチ・レバーでこの制御を行い、テールローターでは操縦席下部の左右にあるペダルで行う。
サイクリックピッチ
周期的にメインローターのブレードの迎角を変化させる事により、ロータの回転面の揚力の方向を変える事を言う。コレクティブピッチが同時に迎え角を変化させるのに対し、回転のある一点で迎え角を変化させる。この事で、回転面を任意の方向に傾ける事ができる。また、速度が増すに従い、揚力の左右不均衡が生じるのでこれを打ち消すために、回転のある一点で周期的に迎え角を変化させる事をいう（#飛行速度の限界を参照）。操縦桿（サイクリック・ピッチ・スティック）でこの制御を行う。
迎角
翼型の翼弦線（コードライン）と相対風によって形成される鋭角をいう。前進や後退といった水平飛行中には、メインローターブレードは回転に伴って迎角が逐次変えられる。
取付け角
翼型の翼弦と機体の縦軸によって形成される鋭角をいう。ほとんどのヘリコプターにおいてこの角度は機体が水平飛行の場合連続して変化する。それぞれのブレードは回転サイクルを行いながら、ある範囲のその角度に変化する。
ホバリング
地上から見てヘリコプターが空中の一点に留まっている状態とその能力を指す。この状態は前後、上下、機首方向の全てにおいての対地速度がゼロの状態である。風がある場合にはそれに対応した操作が求められ、対気速度が生じる。この飛行方法により、救難活動や物資の吊上げなど多彩な運用が可能である。特に強風下での救難活動や、高度が高い山岳地（4000 - 5000m位が限界）などでのホバリングは、空気密度が低いため揚力を得るのが困難で、高度な操縦技量が要求される。したがってエベレスト山などの高山にはヘリコプターでの支援は望めない。
IGE、OGE
メインローターに吹き降ろされた空気がメインローターと地面の間で圧縮され、少ない揚力でホバリングできる。IGE は地面効果内の意味、OGE は地面効果外の意味である。IGEは気流が乱れるため、機体が安定しにくく、OGEはメインローターの直径の半分以上の高さでなくなる。
トランスレーショナルリフト（転移揚力）
ホバリングの最中に前進操作を行い、ローター面に空気流入量が増え揚力が増す。前方からある程度風が吹いている場合はホバリングを行っている間でも揚力を受けているため、サイクリックを前方操作して機首が上がらないように抑えて対気速度を増して加速・上昇する。
トランスバースフローエフェクト（貫流速効果）
ブレードの先端付近では空気は下方向よりもむしろ渦状に流れる。前方から風が吹いている場合、この渦を流れる量が変化し、揚力に不均衡が生じる。それ以外にも、風によりメインローターの角速度が前方と後方で異なり揚力に不均衡が生じる。これらの不均衡や、渦状の空気の流れの変化によるジャイロ効果の結果、機体が左右に傾いたり機首の方向が変化したりする。
セットリングウィズパワー（ボルテックスリングステート）
対気速度が少ない、または背風の時に垂直に降下するローターで作り出した空気の中にローターが入って揚力が下がり急降下する。コレクティブを下げたり、サイクリックの前方操作で回避する。
オートローテーション（自由回転飛行）
エンジンが停止しても降下を続けることでメインローターを回転させ、安全に降下飛行を続ける状態をいう。旋回や降下率をある程度制御できるので、安全に着陸できる。これにより、エンジン停止などの緊急事態の際、地上の一点に着陸させることが可能。固定翼機（通常離着陸機）が長大な着陸場所を必要とするのに対し、広い着陸場所を必要としないので、運用上非常に都合がよい。しかし、この状態での着陸は、極めて高度な操縦技量が要求される。

## 動力装置
ヘリコプターの原動機にはレシプロエンジンかターボシャフトエンジンが利用されており、両者ともトランスミッションを介してローターを駆動させる。レシプロエンジンは、燃料消費量が少なく、安価であるが、振動が大きく、出力当たりの重量やエンジン自体の容積が大きい。ターボシャフトエンジンは、振動が小さく、出力当たりの重量やエンジン自体の容積が小さいが、高価であり、燃料消費量が多いが、その問題は技術の進歩により問題ではなくなってきている。下記三種類の他に、回転翼端に取り付けた（ラム）ジェットエンジンなどの噴進機構で回転翼を回転させるチップジェットも過去には試作された。
1980年にシコルスキー人力ヘリコプター賞が設立されたことで、記録挑戦用として個人や大学のチームが人力ヘリコプターを製作するようになった。日本ではYURI-Iなどが飛行に成功している。

### レシプロエンジン
エンジン回転数を一定に保ちながら、必要な馬力に応じてエンジンのスロットルを開閉させて出力トルクを増減させるため、コレクティブピッチレバーの位置に連動してエンジンのスロットルが動くようになっており、コレクティブピッチレバーの先端には、コレクティブピッチレバーの位置はそのままにエンジンの回転数だけを修正するスロットルコントロールグリップがあり、グリップを回すことでエンジンのスロットルが動くようになっている。

### ターボシャフトエンジン
エンジン自体に、機体側に掛かる負荷に対して常にエンジン回転数を一定に保つ燃料コントロール装置が装備されており、エンジン回転数の制御はエンジンをカットオフからフライトアイドルまでを制御するスロットレバーとフライトアイドルから最大出力までを制御する回転数コントロールレバーにより行われるが、エンジンの種類によっては、これらのレバーを1本のレバーにまとめたものがある。そのため、エンジン回転数を制御するには、コレクティブピッチレバーに連動して回転数コントロールレバーを動かす必要がある。また、コレクティブピッチレバーの先端には、エンジンの回転数を任意に制御できるビーブトリムスイッチがある。

### 電動機

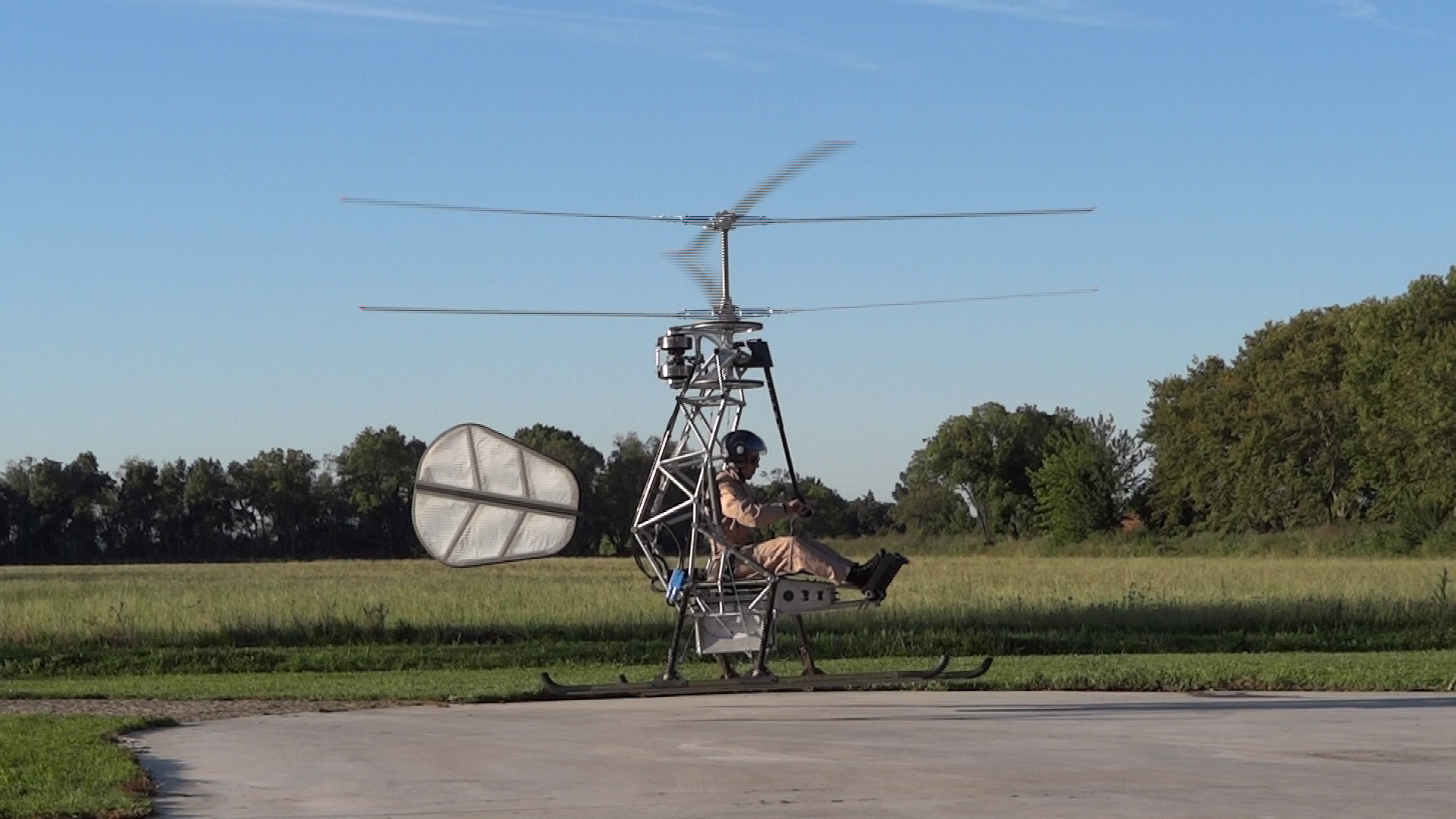
単座の電動ヘリコプターSolution F/Chretien helicopter

他の動力と同様に、回転数を一定に保ちローターのピッチ角で揚力の制御を行うものもある。マルチコプターなど複数のローターを備えるものは固定ピッチで、各電動機の回転制御のみで揚力や姿勢を制御している。
有人機では電動機を動力とする電動ヘリコプターの試作が行われている。日本では有人搭乗操縦電池電源電動ヘリコプターに対応する航空従事者技能証明などの「航空機の種類についての限定」制度が存在しない。
無人機では小型のマルチコプターが普及しており、趣味、撮影、農薬散布などの用途で使われている。
テールローターを電動ファンに置き換えた実験機も登場している。

## メインローター

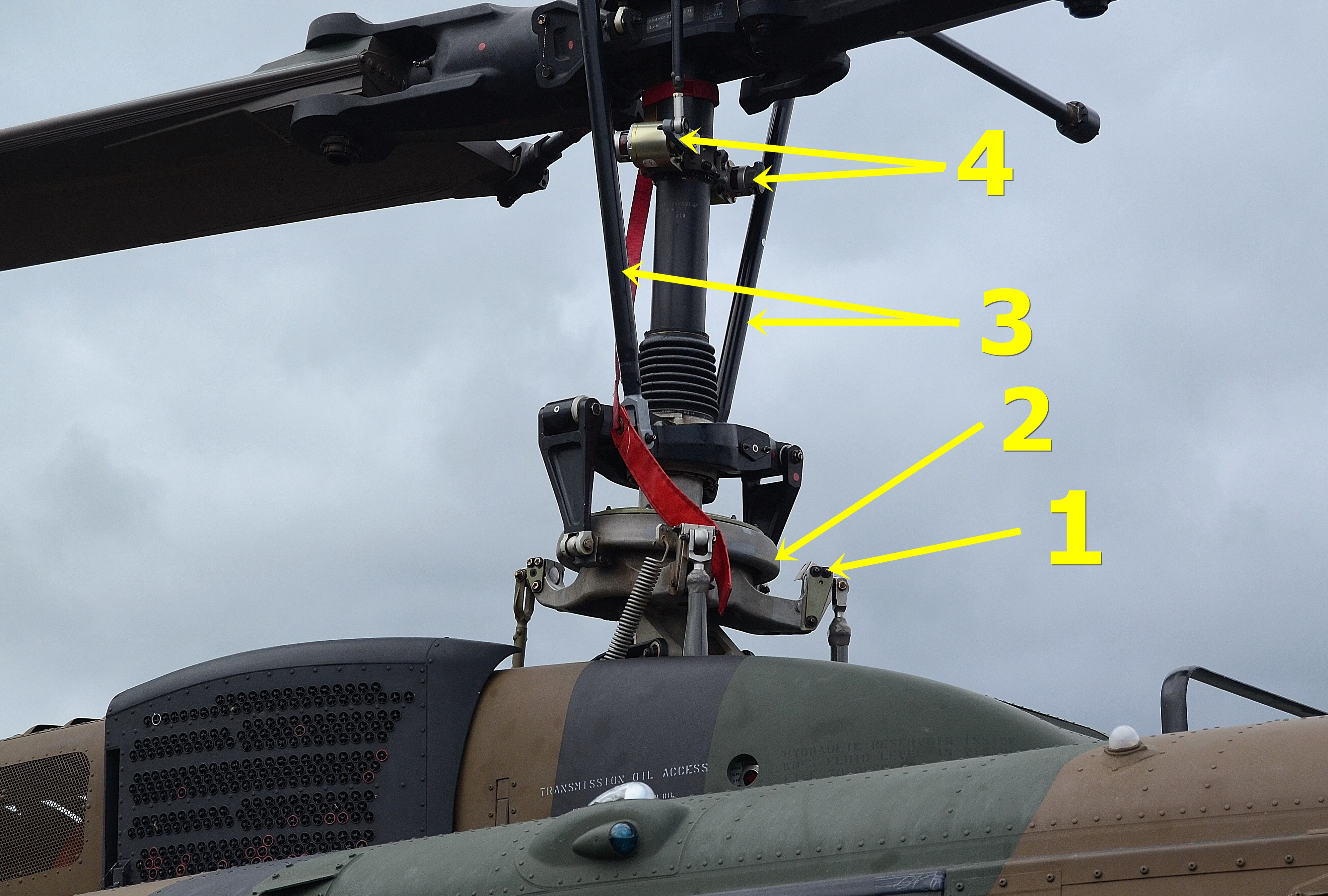
陸上自衛隊のUH-1J（ベル204）のメインローターのローターヘッド下部の写真
1、下部スワッシュプレート（操縦装置と結合され機体側に固定している側のスワッシュプレート）
2、上部スワッシュプレート（ローター・マストと共に回転している側のスワッシュプレート）
3、コントロールロッド（ローター・マストと共に回転しており、マスト上部にあるピッチリングと結合されている）
4、油圧ダンパー（マスト上部とロッドで結合されている）

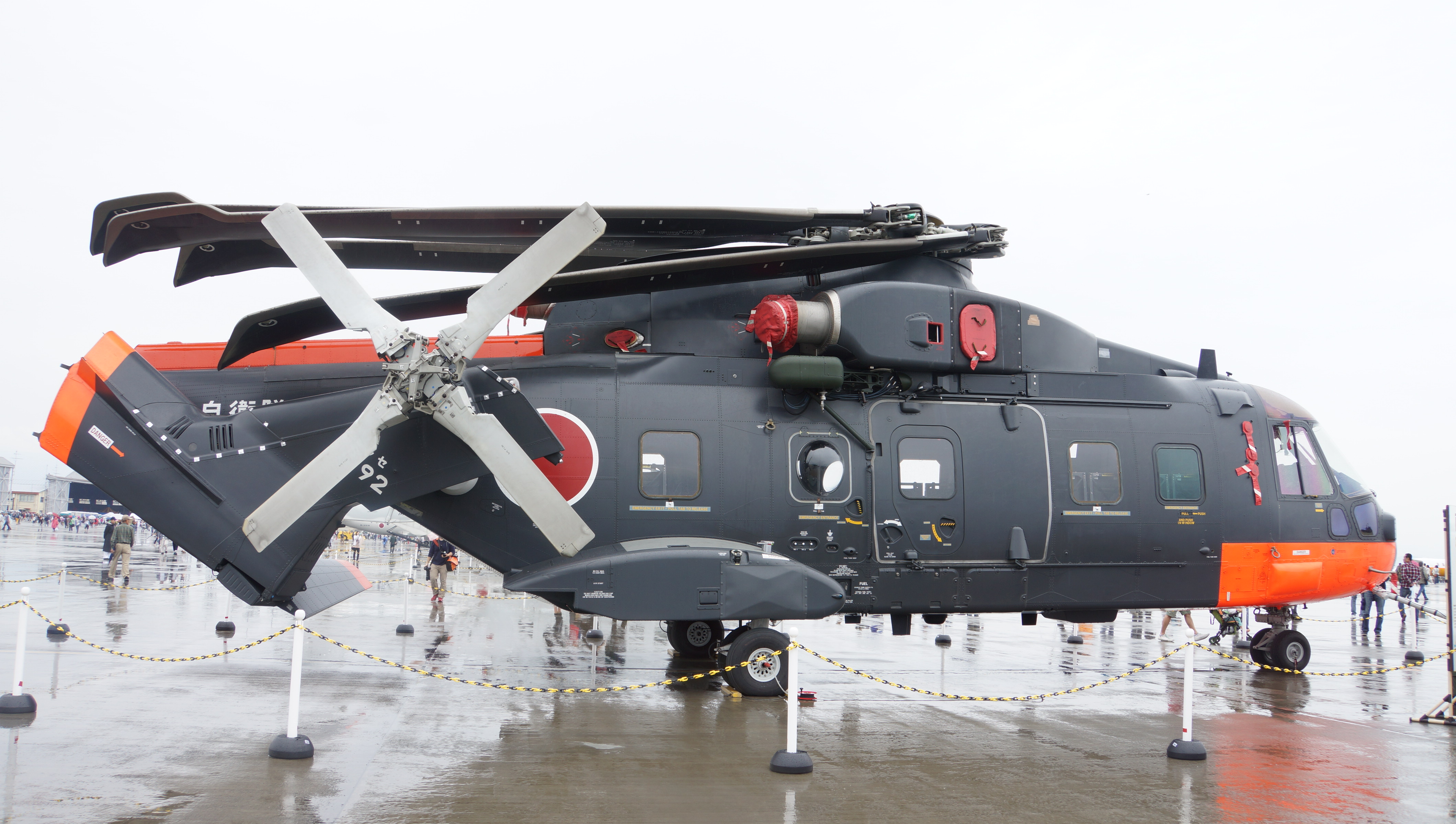
メインローターと尾部を折り畳んたMCH-101

メインローターの翼の1枚1枚をブレードと呼ぶ。このブレードは固定翼機での主翼とエレベーターやエルロンの機能を兼ね備えており、進行方向と対気速度、上昇や下降運動中や加減速運動、ブレード自身の回転に対する加減速によって複雑な動きをする。
ブレードはローターヘッド、又はハブと呼ばれる回転軸の取り付け部に取り付けられている。ヘリコプターには全関節型、半関節型、無関節型、ベアリングレス型のローターヘッド形式がある（後述）。
艦載機として設計された機体にはメインローターを折り畳む機構を備えた機種もある。

### 回転方向
メインローターの回転方向は、上から見て米国・欧州製のヘリコプターでは反時計回り、フランス・ロシア製では時計回りであることが多い。このため、ヘリパイロットが機種転換を行なう場合には異なった回転方向の機種では困難が伴う（トルクに変化があった場合、機体のヨーイング方向が逆になるため）。
また、メインローターの回転方向が逆になることで、テールローターの推力方向（風の吹出し方向）も逆になる。
東京消防庁では、操縦席とホイストの位置関係から、救助活動には時計回りのローターが有利との判断から、フランス製の機材を導入している。これは前出のカップリング効果により、ホバリング時にホイストがある右側へ機体が傾くことで、機長席からホイスト降下地点である直下が目視しやすいからである。

### ブレード形状と種類

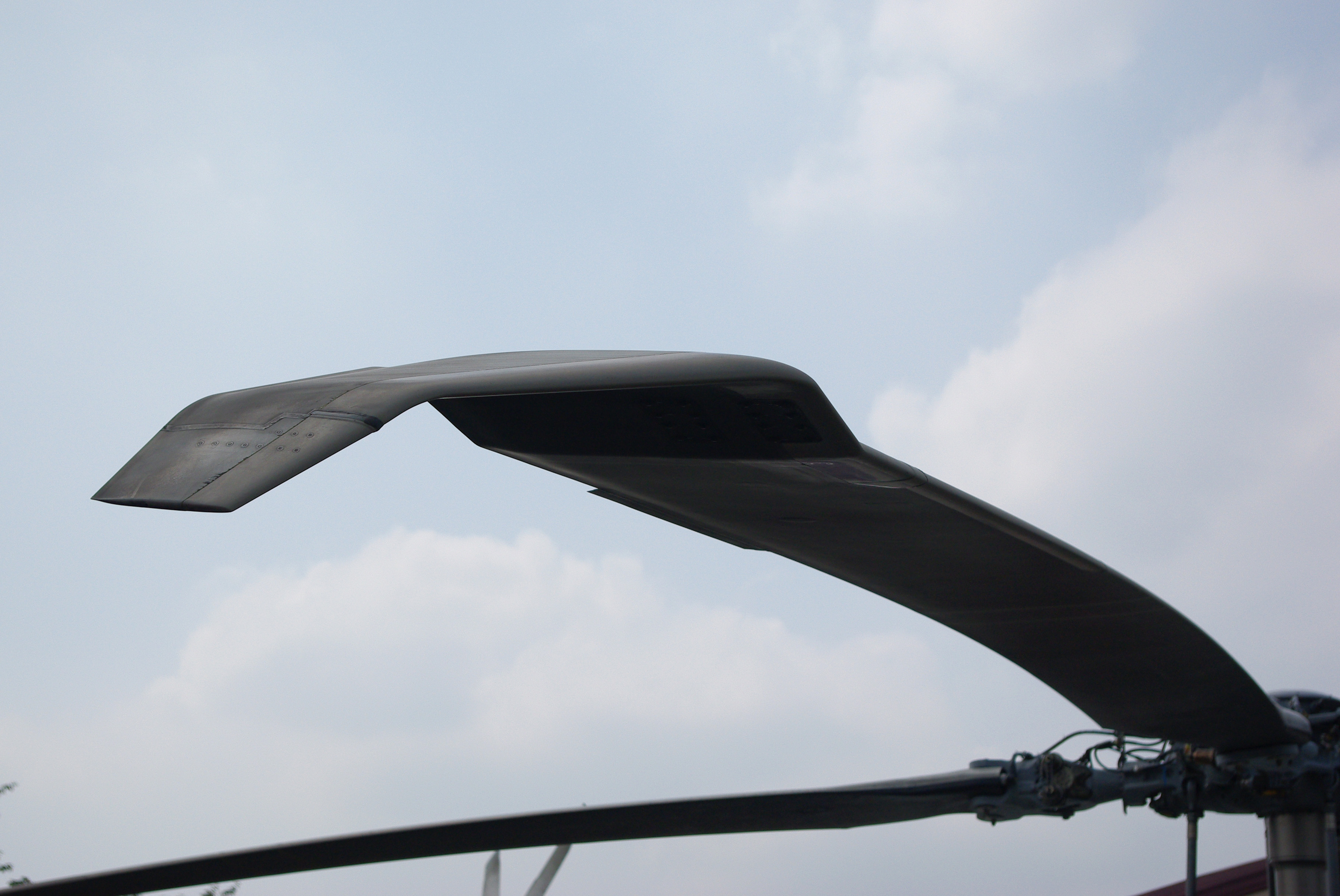
SH-60Kのメインローター先端

ヘリコプターに使用されるメインローター・ブレードの翼型（ブレードを横から見た断面）は、飛行機の主翼とほぼ同じであるが、ヘリコプター用の翼型には次のような特性が要求されている。
- 揚抗比（揚力と抗力の比）が大きいこと
- ブレードの対気速度が音速に近付くと空気の圧縮性により、衝撃波が発生して抗力が急増するが、この速度ができるだけ高いこと
- 失速がしにくく、大きな揚力が発生すること
- ピッチング・モーメント（翼をねじる力）が小さいこと

ブレードの平面形（ブレードを上から見た形）においては、長方形翼・先端翼・変形翼の3種類があり、製造が容易な長方形翼が主流であるが、抗力や騒音、安定性などに配慮して、翼端の形状を変化させた変形翼が使用される場合がある。また、ブレードの後縁には揚力バランスの調整のためのトリム・タブが取付けられている。

#### 木製
前部には重い木材、後部にはバルサ材のような軽い木材が用いられており、これらを積層接着した合板製としている。外表面は防湿と砂塵などによる損傷を防ぐため、ガラス繊維布が貼られており、前縁にはステンレス鋼などの保護金属板を取り付けている。比較的に製作が容易であり、空力的に洗練された表面の翼型を正確に製作できるが、重量が重くなり、湿気の影響を受け易く、互換性のあるブレードを製作するのが困難である短所がある。
ベル47などの初期のヘリコプターに採用されていたが、1960年代には金属製が普及して使われなくなった。
木製ブレードを製造していた会社の多くは撤退したが、カマン・エアロスペースを子会社に持つカマン・コーポレーションの社長は、素材の変更で仕事の無くなった木工関係の技術者の新たな仕事として、自身も演奏するギターを製造するカマン・ミュージックを設立した。

#### 金属
前縁部にアルミニウム合金、鋼・ステンレス鋼、チタン合金を使用したスパーと呼ばれる部分と後縁部にアルミ合金やチタン合金、繊維強化プラスチック（FRP）を使用したスキンと呼ばれる部分で構成されている。後縁部の翼型を保つため、その内部にアルミ合金の小骨やハニカム・コアなどを入れており、前縁部には、砂塵や雨滴による摩耗や腐食を防止するための、エロージョン・キャップと前縁ウエイトが取付けられている。木製ブレードに比べて高温・高湿や直射日光に対して強く、ねじり剛性が大きく、薄い翼断面の翼型が製作でき、互換性のあるブレードを量産するのが容易などの長所があるが、翼型の形状を変えるなどの複雑な形状のブレードを製作しにくく、アルミ合金・鋼を使用する際には腐食対策が必要なこと、運用中で発生する傷による疲労強度の低下が著しいなどの短所がある。
現在では主流である。

#### FRP
前縁部にガラス繊維一方向材（ロービング）製のスパーと呼ばれる部分と後縁部にハニカム・コアや発泡材製の充填材を内部に充填したガラス繊維布製のスキンと呼ばれる部分で構成されており、前縁部には、砂塵や雨滴による摩耗や腐食を防止するための、エロージョン・キャップが取付けられており、内部には前縁ウエイトが内蔵されている。翼型の形状を変えるなどの複雑な形状のブレードを製作し易やすく、柔軟性に富み、衝撃に強く、腐食が発生せず、疲労強度に優れている長所があるが、剛性が低く、製造での機械化が困難なため、製造コストが高くなる短所がある。
ガラス繊維以外にも、炭素繊維強化炭素複合材料を一部に使用するブレードもある。また新たな複合素材の利用も研究されている。

### ブレードの運動

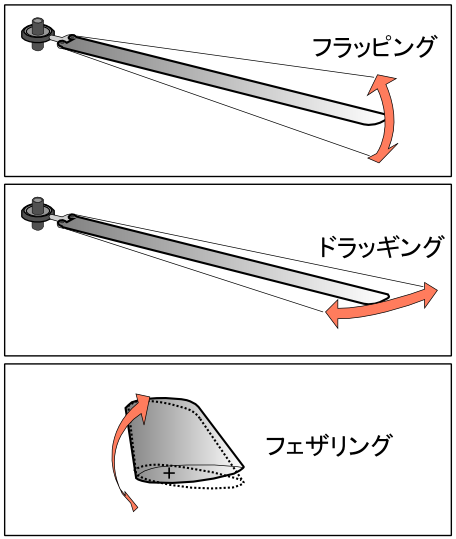
ヘリコプターのメイン・ローター・ブレードの3つの運動

フラッピング
上下方向の動きであり。ヘリコプターのメインローターが飛行中に回転している場合には、ブレードは揚力と遠心力との合力により、上方向にフラッピングしており、回転するメインローター全体の軌跡が逆円錐形になっている。この事を「コーニング」（コーン状態）と呼ぶ。上に反ったブレードの翼端と逆円錐の底面との角度をコーニング角と呼とよんでおり、機体重量が同じ場合において、メインローターの回転数が小さくなれば、遠心力が減少してコーニング角が大きくなり、メインローターの回転数が同じ場合において、揚力が小さくなれば、コーニング角が小さくなる。全関節型のローターヘッドではコーニング角に応じて上下方向にフラッピングするため、ブレードには曲げモーメントは生じないが、半関節型と無関節型のローターヘッドでは、コーニング角に応じて上下方向にフラッピングできないため、最も多く使用されている飛行状態のコーニング角に応じた角度の分だけ、ブレードを上方に角度を取って取付けており、これをプリコーニングと呼んでいる。また、その他の飛行状態でのコーニング角の変化では、ハブまたはブレードに発生する曲げモーメントによるたわみにより、対応できるようにしている。
ドラッギング
回転方向の動きであり。回転方向に個々のブレードが運動するのをドラッギング、またはリード・ラグ運動と呼び、その角度をドラッグ角と言う。エンジン始動時の起動トルクがメインローターにかかるときには最大で25°ほども、ブレードが遅れて角度が付く。通常飛行時には遅れ方向で10° - 15°程度、地上でエンジン停止時には進み方向で3°ほど、オートローテーション時には±0°となる。
フェザリング
迎角の変化。フェザリングはブレードの迎角の変化である。フラッピングとフェザリングは関係が深く、フェザリングとフラッピングの等価性と呼ばれている。これは、サイクリックピッチ操作を行うことで、ヘリコプターがホバリングから前進飛行を始める場合、回転面は操作したピッチ角だけ傾き、ブレードの前進側では、操作したピッチ角だけ迎角が減少して揚力が減少し、ブレードの後進側では、操作したピッチ角だけ迎角が増加して揚力が増加して、回転位置において揚力が不均衡の状態となる。ブレードはその不均衡を解消するため、操作したピッチ角だけ回転面が傾いた時に、ブレードの前進側ではフラッピングによるブレードの降下運動により迎角が無くなり、ブレードの後進側ではフラッピングによるブレードの上昇運動により迎角が無くなることで、回転位置での揚力が等しくなり不均衡が解消されるように出来ている。
ブレードが前後左右のいずれかの位置で常にフェザリング角が大きくなるようにすれば、そちらの側だけ揚力が増すため、メインローターの回転面が傾いてゆく。反対に前後左右のいずれかの位置で常にフェザリング角が小さくなるようにすれば、そちらの側だけ揚力が減るため、やはりメインローターの回転面が傾いてゆく。こういったことを行なうのが、サイクリック（操縦桿）に接続された、スワッシュプレートである。スワッシュプレートはローターヘッドの下部にあって、メインローター軸と一緒に回転しながらサイクリック（操縦桿）の動きにあわせて、スワッシュプレートを傾かせることでブレードのフェザリング角を常に調整している。スワッシュプレートを傾かせることによってメインローター回転面が傾くことにより飛行方向が決定されるが、実際の回転面の傾きは「ジャイロプリセッション」より、加えた力の位置から回転方向に90°遅れた方向に現れる。これにより、操縦桿を前後に操作することでスワッシュプレートが前後に傾く縦サイクリックピッチでは、ブレードが左右の位置に来た時にブレードのピッチ角（フェザリング角）が増減してメインローター回転面が前後に傾き、操縦桿を左右に操作することでスワッシュプレートが左右に傾く横サイクリックピッチでは、ブレードが前後の位置に来た時にブレードのピッチ角（フェザリング角）が増減してメインローター回転面が左右に傾くようになっている。

### ローターヘッド
フラッピング・ドラッグキング・フェザリングで使用されるヒンジの装備状況によって分類がされている。ヒンジ部には、ブレードの円滑な動作のための金属ベアリングの装着が一般的であるが、機能維持のため潤滑などの定期的なメンテナンスが必要で、シール部分から潤滑油が漏れる恐れがあり、故障のリスクも伴うほかに、ブレードの大きな荷重が負荷の揺動運動であるため、長寿命ベアリングの設計が難しく、構造が複雑で重量が大きい問題があった。そこで、最近では金属の薄板とゴムの薄層を何層にも重ねた積層形とし、ある程度の角度範囲でのブレードの動作を許して、ブレードの遠心力による圧縮荷重に耐えられるよう、大きな圧縮剛性と強度を持った、エラストメリック・ベアリングが使用されており、整備性や信頼性の向上が図られている。また、ヒンジを使わないものは、複合材で作られたハブやブレードのたわみをヒンジの代わりに利用している。
ドラックヒンジには、ドラック・ダンパーまたはリード・ラグ・ダンパーと呼ばれる油圧ダンパーがブレードとマストまたはハブとの間に取付けられており、ブレードのドラッキング運動に対して減衰力を与えているが、構造が複雑で重量が重く調整が厄介であり、振動の原因となることがあるため、構造が簡単で重量が軽く、ゴムのせん断変形による粘弾性を利用した、エラストメリック・ダンパーが使用されており、構造の単純化と軽量化が図られている。
ローターヘッド上面には整流のためにフェアリングを装着する機体もある他、軍用ではドライブシャフト内部を通す事でローターヘッド上部にレーダーやカメラなどの電子機器を備えた機体がある。
全関節型ローター（英: fully articulated rotor）
フラッピングヒンジ、ドラッグヒンジ、フェザリングヒンジによって3軸全ての方向へのブレードの動きを可能にしたローターヘッド。ヘリコプターの登場時から現在に至るまで、3枚以上のブレードを持つローターに広く用いられており、全てのローターヘッドの基本となっているものである。
半関節型ローター（英: semi-articulated rotor, semi-rigid rotor）
フラッピングヒンジ、フェザリングヒンジによってブレードの2軸方向への動きを可能にしたもの。ドラッグヒンジを持たないため、回転面方向での進みや遅れの運動はローターヘッド側ではなく、ブレードのたわみで対応する。全関節型に比べ、単純な構造であり、全関節型より動きが制限されたフラッピングヒンジとなっている。
シーソー型ローター（英: see-saw rotor, teetering rotor）
2枚ブレードにのみ使われる方式で、両方のブレードがフェザリングヒンジまたはユニバーサルジョイントを介してとマストのローターヘッドと繋がっており、マストとローターヘッドの接続点を支点としてシーソー状態に釣り合っているローター。定義上は半関節型ローターの一種となるが、ブレードと共にローターヘッド自体の角度が変わる点が他の方式と異なる。半関節型ローターの中ではフラッピングヒンジは制限されたものとなっており、飛行中でのフラッピングにより発生するコーニングではブレード根元に大きな曲げ応力が掛かるので、元からハブにコーニング角を持たせる「プリコーニング」により曲げ応力を軽減している他、ブレード根元にダブラーと呼ばれる補強材が層になって貼り付けられている事が多い。また、ロータ回転面を傾かせるシーソーヒンジを2枚のブレードの重心位置を結ぶ線上に位置させる事で(これをアンダースリングと言う)、回転方向の進みや遅れの運動が発生しない作りとなってる。そのためドラッキングヒンジを必要としない。全関節型に比べて機構を単純にできるが、飛行中に機体の荷重が低い状態で（低G）でサイクリックを操作した場合、ローターヘッドが浮き上がりドライブシャフトに過度に接触するマストバンピングを招きやすいため、降下時の運動制限があり、急激な降下時などの下向きに強い加速の伴う運動では、急激な頭下げ動作や起伏の激しい山の稜線に沿って飛ぶ運動が制限されるという大きな欠点もあり、上昇から下降に移る操縦や乱気流などには特に注意を要する。主にベルとロビンソンの機体に使われているが、現在のベルは4枚ブレードが主流となっている。
無関節型ローター（英: hingeless rotor, rigid rotor）
フェザリングヒンジ以外のヒンジを持たないもの。全関節型に比べて構造が大幅に簡単になり、信頼性や整備性が優れているほか、操縦性や安定性が向上しており、曲技飛行の機体にも多く用いられている。初期のものは、フラッピング・ドラッギングの両方を動きを許さない構造であったが、現在のものは、ローターのハブまたはブレードの付け根の部分を、曲げ剛性を小さくしてたわみ易い部分とし、弾性変形することでヒンジの機能を果たすことにより、ブレードのフラッピング・ドラッギングの両方を動きが可能となっているが、半関節型ローターと同じく、飛行中でのフラッピングにより発生するコーニングではブレード根元に大きな曲げ応力が掛かるので、元からハブにコーニング角を持たせる「プリコーニング」により曲げ応力を軽減している他、それ以上のコーニング角の変化は、ブレードの付け根の部分をたわみさせることで対応している。この方式は、ブレードの根元に大きな曲げモーメントがかかるため、1970年代に複合材料による強靭なブレードの製造技術の完成によって初めて実現出来た。欠点として、同じ理由で、ある程度以上大型のヘリコプターには採用困難なこととブレードから機体に伝わる振動が増えがちな点があげられる。2008年時点では、無関節型だけに限らず、全関節型や半関節型でも複合材ブレードは一般的になっている。リンクスなどでは、ドラッグヒンジは無くともダンパーのみ備えている。
ベアリングレスローター（英: bearingless rotor）
フラッピング・ドラッグキング・フェザリングの各ヒンジ類を全く持たず、完全な「無関節」となったローターヘッド。ブレードのフラッピング・ドラッギング・フェザリングの3軸の方向の動きは、ハブとブレード翼面の間の付け根付近の「カフ」部分に「ヨーク」と呼ばれる複合材で出来た板バネ機能を持つ部品が柔軟に弾性変形することでヒンジの機能を果たすことにより行われており、軽量化と長寿命化、安全性の向上と抗力減少、構造の単純化が実現出来る。テールローターから実用が始まり、その後にメインローターへの実用が始まっている。

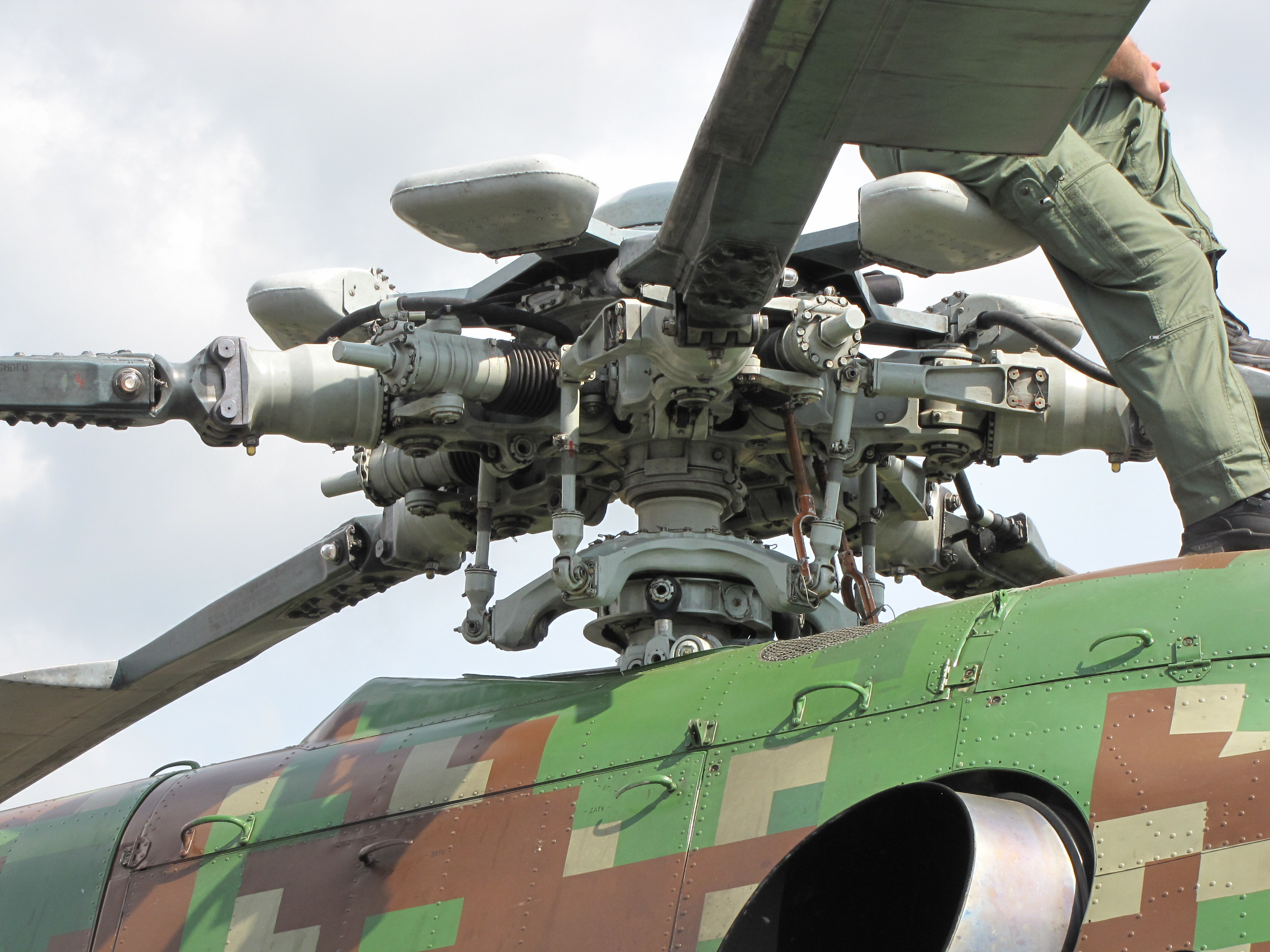
Mi-17の全関節型ローター
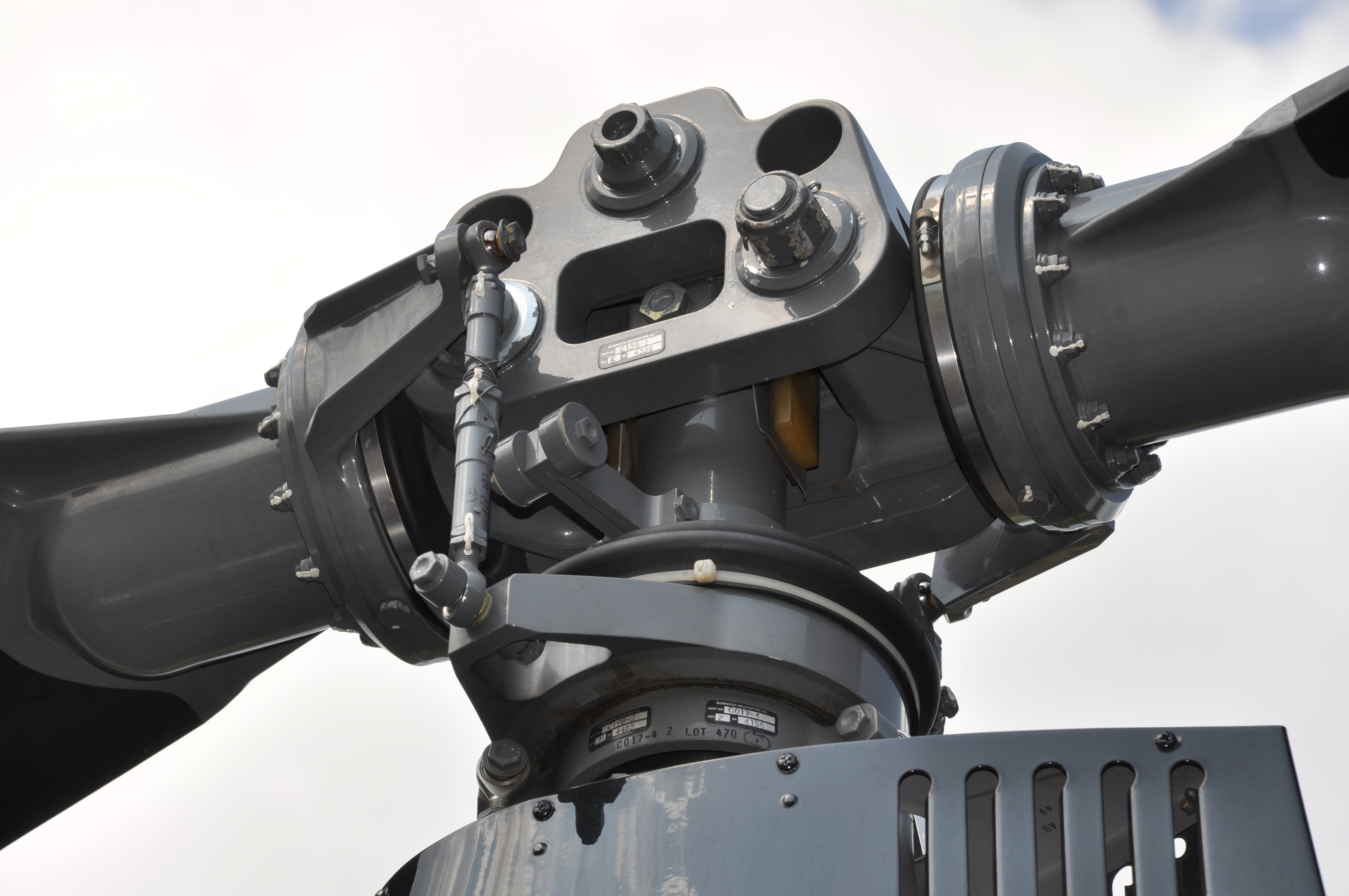
ロビンソン R44のシーソー型ローター
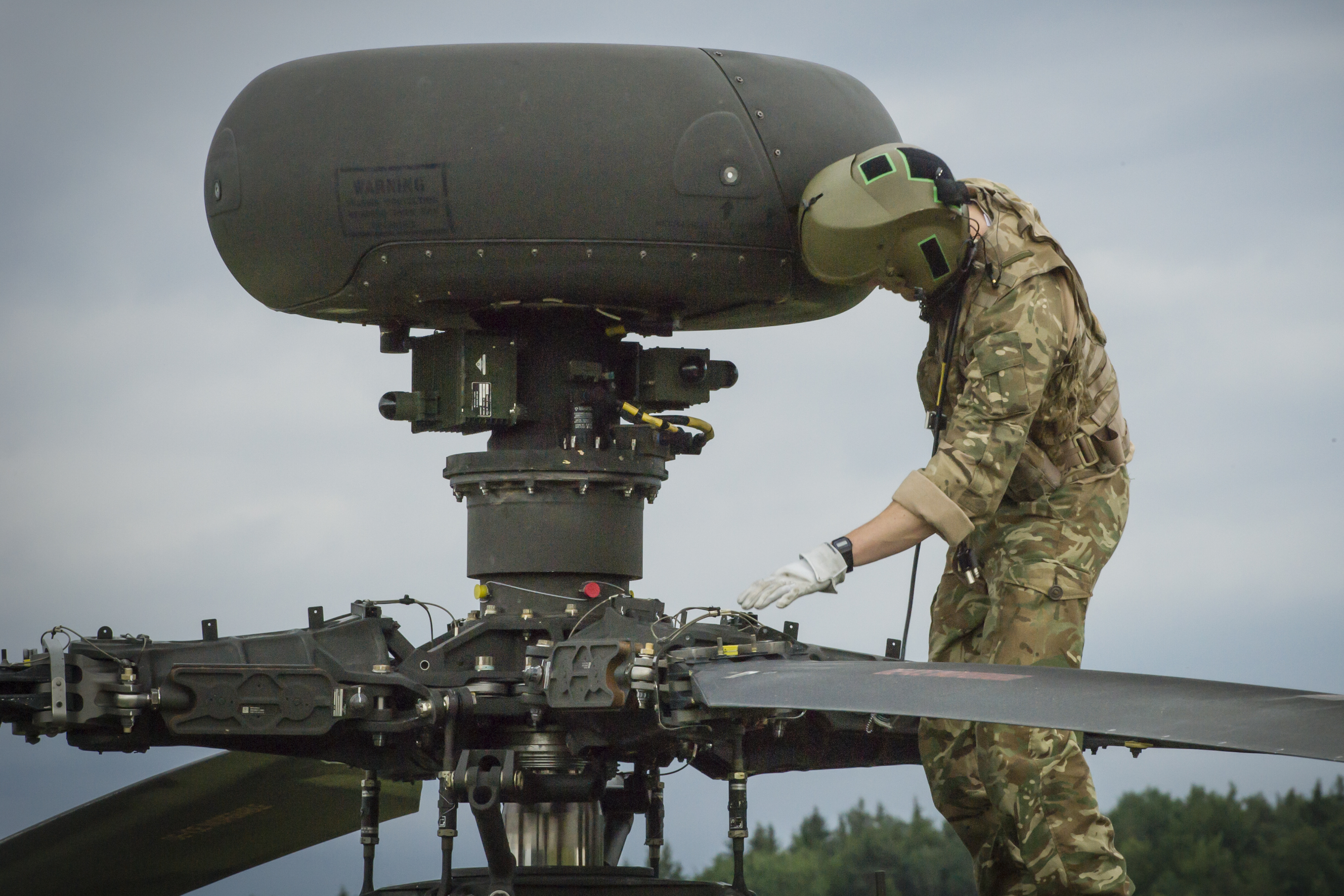
AH-64Dの無関節型ローターとレーダー
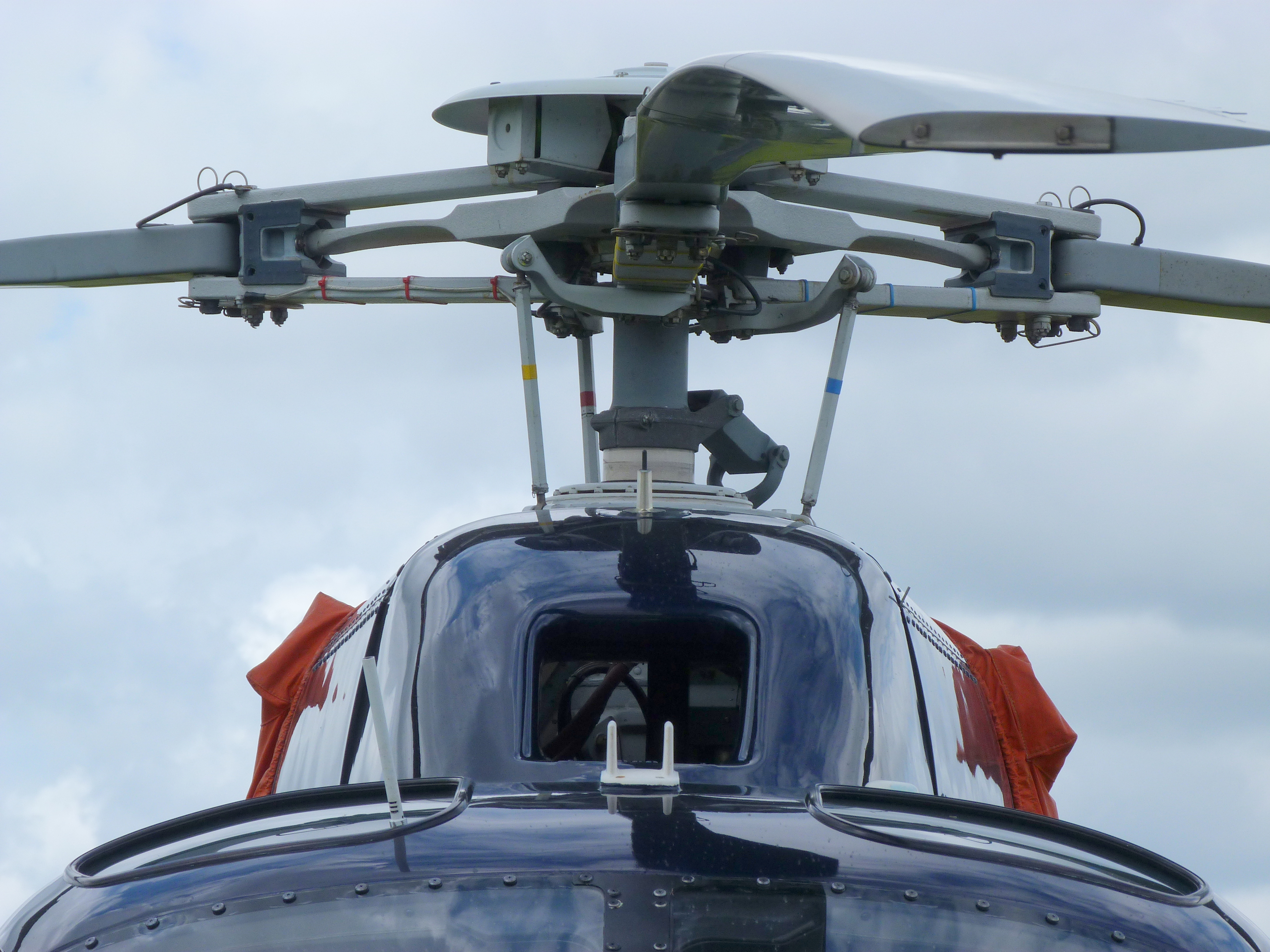
AS355のベアリングレスローターとフェアリング

### 回転方式
通常はエンジンからトランスミッションを介してローターヘッドに繋がるが、下記のような方式も存在する。
チップジェット式
翼端に推進装置を取り付けてローターを回転させることで、反トルクを生じさせないようにするものであるが、騒音が大きい、燃料消費が大きいなどの技術上の問題も抱えておりガスタービンエンジンの一般化によって姿を消した。
ホットサイクル式ローター
チップジェット方式の派生型であり、各種のガスタービンエンジン等からの抽気そのものや、外気と混合してある程度温度を下げた抽気または排気を、耐熱・耐圧チューブなどでローター先端に導き、そこから噴射してローターを回転させる。

### ローター数

#### シングルローター
最も一般的な形式。大型機種や特殊なヘリを除けば、ほとんどがメインローターが1つのシングルローター機である。構造が簡単で部品数が減り、重量も軽くできるなどの利点があるが、トルク相殺用のテールローターが不可欠で、それにも馬力を振り分ける必要がある（前進飛行時に約3 - 4%；ホバリング時に約10%）。テールローターが地上で人員や障害物と接触する危険がある（ヘリコプターの事故は、アメリカ陸軍の統計によると26%がテールローターが原因とされる）、重心移動の範囲が狭い、大型ヘリコプターではメインローターの寸法が大きくなる、などの不利な点もある。テールローターの安全性の改善にはノーターやフェネストロンもある。

#### ツインローター
2個のローターを持ち、それぞれが逆に回ることにより、ローターのトルクの影響をお互いに打ち消す方式。テールローターに余分な出力を割く必要がなく、事故の原因となり得るテールローターが不要なため安全面でも有利であるが、重量面では不利である。配置により次のようなものがある。
同軸反転ローター式
ローターが同軸上に2つあり、互いに反転して回るもの。ローターの反トルクは互いに打ち消し合うため、横方向に推力を発生するテールローターを必要としないためにホバリング時の反トルクドリフトが発生せず、ホバリング安定に優れる方式である。全長がメインローターの直径のみで決まる事から、全長が小さくなる上、揚力に関係のないテールローターに出力を割く必要がないという利点がある。特に全長が短くてすむ、テールローターが障害物や人員に接触する危険がないという点は、面積が限られる船舶上で運用する際には非常に好都合である。反面、上下2つのメインローターが接触しないようにするためにそれらの間隔を離さねばならず、ローターマストが高くなる（その分、格納庫の天井を高くしなければならない）、ローターハブと操縦装置が複雑になり、重量が増加するという不利な点もある。またヨー軸の制御は一方のローターのピッチ角を大きくし、もう一方のローターのピッチ角を小さくすることで意図的に反トルクの不均衡を発生させ行うが、反トルクが発生しないオートローテーション時にはヨー軸の制御が出来ないという欠点もある。そのため飛行機のように垂直尾翼に方向舵を設ける事で対処している。ロシア（旧ソ連）のカモフ社が得意とするレイアウトであり、前述のような理由から艦載ヘリコプター中心に採用されている。
タンデムローター式
ローターが前後に2つ配置されているヘリコプター。縦揺れに対する操縦安定性が高く、前後方向の重心移動範囲も広い利点を持ち、重量物、長尺物の輸送に当たっては特に有利となる。ヘリコプターの重量に対してローターが小さくてすむため、構造的にも有利である。反面、低い前進速度での安定性が低い、ブレード数を増やしづらく騒音低減がし難いなどの不利な点がある。各国・各社で研究・開発されたが、最も成功したのはアメリカのパイアセッキ社で、バートル、ボーイング・ヘリコプターを経て、現在も同形式の代表格かつ、（ライセンス生産を除けば）ほぼ唯一のメーカーとなっている。
サイド・バイ・サイド・ローター式
ローターが胴体を挟んで並列に配置されているもの。横揺れに対する操縦安定性が高く、ローターが小さく横方向の車輪間距離を大きく取ることができる（従って、地上安定性が良い）。特に、構造重量を増したり抗力を増すことなしに、固定翼を装備できる利点がある。反面、ローターを支持する張り出しや、伝動軸による構造重量の増加や機械抵抗が増える、ローターと固定翼の気流が干渉して揚力を相殺するなどの不利な点がある。前述のFw 61や、旧ソ連のMi-12などが代表格だが、Mi-12のローターはわずかに交差しているため、後述の交差双ローター式との折衷型とも解釈できる。
交差双ローター式
機体直上の近接した位置に2つのローターを持つが、互いに衝突しないよう同調しており、わずかに外側に傾けて取りつけられている。同調機構から「シンクロプター」とも呼ばれる。自律安定性に優れ、テールローターで無駄になる動力が無い為効率が高く、操縦特性が左右同じで機体を小さくまとめる事ができるが、ローター取り付け部や伝動装置が複雑になり、重量が増加するなどの、不利な点もある。アメリカ合衆国のカマン・エアロスペースが採用している。

#### マルチローター式
ローターが3つ以上あるもので、タンデムローター式とサイドバイサイド式の利点と、全速度域にわたり静的に安定である利点を持つ。
無人のラジコン等には、固定ピッチブレードのローター4つで、それぞれに電動機があり、回転数を独立に制御するような機構が単純な物がある。
動力集中式の搭乗機では、部品数が多くなり、動力を伝達する機構が複雑になる事などから実用性には乏しく、Mi-32などの構想あったが実用機には採用されていない。以降は電動機により伝達機構を廃したタイプの研究開発にシフトしており、2011年にはドイツの企業が16枚の回転翼を持つ有人の電動機を試作、ロシアの企業が1人乗りのクワッドローター を開発している。

## テールローター

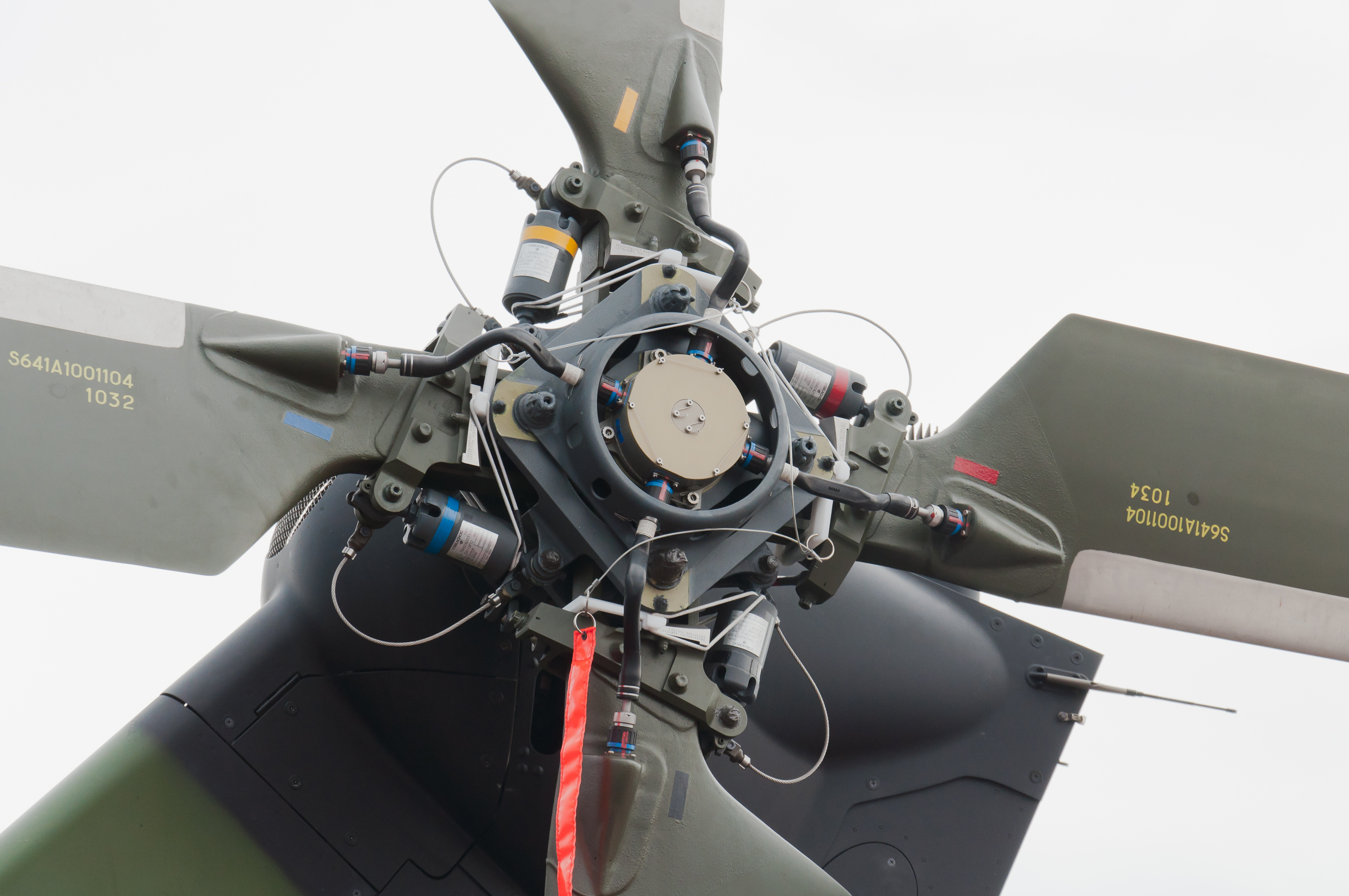
NH90のテールローターの中心部分

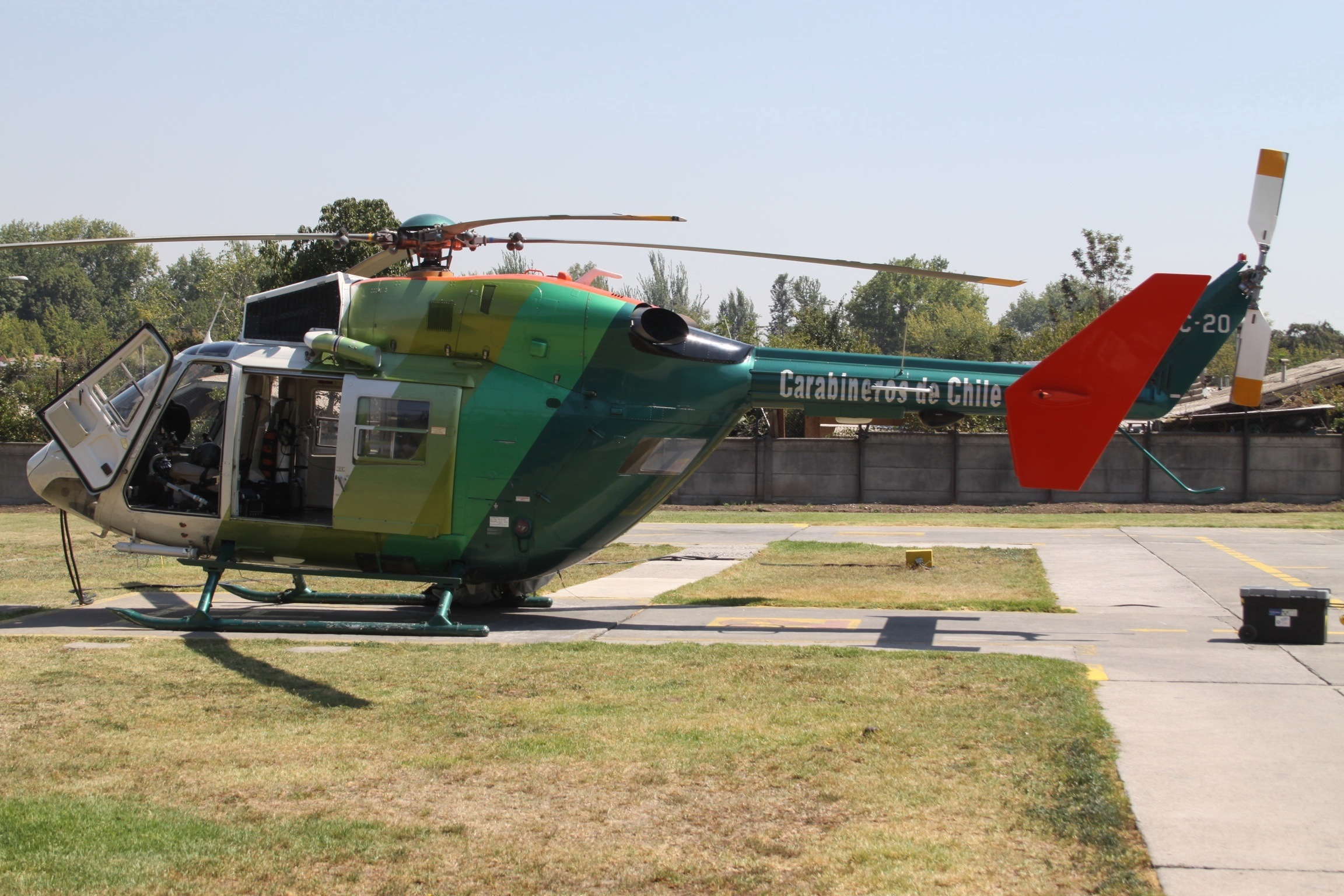
テールブームが上方にある例。BK117-B2

ヘリコプターはローターが回転し、揚力を生み出すことで浮遊する。機体側がローターを回転させることの反作用として、ローターが機体を逆方向に回転させようとするモーメントが生じる。これは「反トルク」、カウンタートルク、トルク効果などと呼ばれる。
このとき「メインローターが1つのシングルローター機」では2つのメインローターを持つ機体のように互いのトルクを相殺する手法が使えないため、回転翼の駆動に伴う反作用〔反トルク〕を打ち消すため、尾部に備えたローター（テールローター）により横向きの推力を生み出し、その推力によるモーメントで打ち消す。機体の回転方向と推力の向きの関係により、プッシャータイプ（推進式、テールローターの推進力で尾部を押す）とトラクタータイプ（牽引式、テールローターの推進力で尾部を引っ張る）がある。
テールローターはメインローターと異なり、比較的低い位置にある場合、乗降時に人がテールローターに接触する危険がある。このためテールブーム（胴体からテールローターへつながる構造部分）の取付け位置を高くし、テールローターが低い位置にならないよう設計された機体もある。これらの機体は、テールローターに人が接触する危険性が低いので、機体後部に安全に近寄る事ができる。また、胴体後部に観音開きのドアを取り付ける事で人員や貨物の収容性が良くなり、ストレッチャーなども収容し易くなるため、ドクターヘリ向けの機体に採用されている。
また空力的な致命的問題点としては、背風 (追い風)かつ前進(対気)速度が低い、発動機が高出力〔最大出力までの余裕が無い〕の条件では、テールローターは回転している(機能は有効)のに、その効果が失われる現象(効果は無効)が発生し、致命的な事故を引き起こす。
現在のヘリコプターではテールローターが一般的であるが、下記のような方式も存在する。

### ノーター

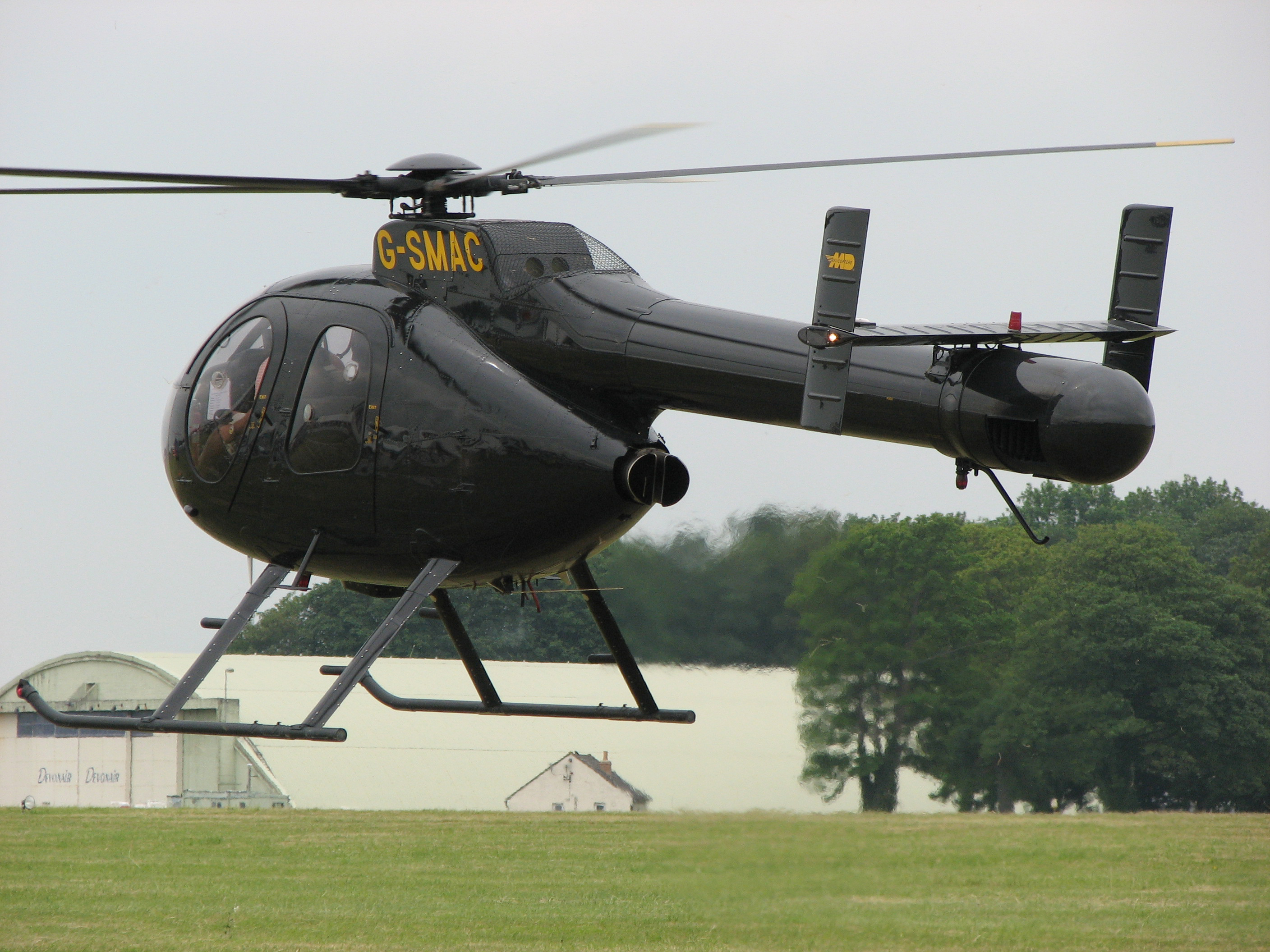
MD500Nのノーター

ノーター ではテールブーム基部のファンにより低圧縮高ボリュームの空気をテールブーム内に送り込む。この空気の一部を（メインローターが反時計回りの場合）テールブーム右側からテールブームに沿って下方向に噴出させ、テールブームの周りにコアンダ効果を利用した気流の循環を作り、メインローターから吹き下ろされるテールブーム左右の空気流に速度差が生じ、擬似翼型を成型することにより空力的揚力（エアロダイナミクスリフト）を発生させ、反トルクを得る。
テールブーム後端にはヨーコントロールペダルによりコントロールされるダイレクトジェット噴出口があり、横方向のコントロールに使用される。
ホバリング中のエアロダイナミクスリフトと、ダイレクトジェットによる反トルク効果は50%程度であるが、前進飛行速度が40-95km/mぐらいでは、吹き降ろす風が斜めになるためにブーム側面のサーキュレーション・ジェットは効果を失い、後端からのダイレクト・ジェットだけが有効となる。ただ、このくらいの速度からは後端の垂直安定板が風を受けることでトルクを打ち消す効果が生じるため、エンジン駆動のファンを弱くして燃費向上に寄与することが出来る。また、騒音や振動が少なくなるという利点もある。

### ダクテッドファン

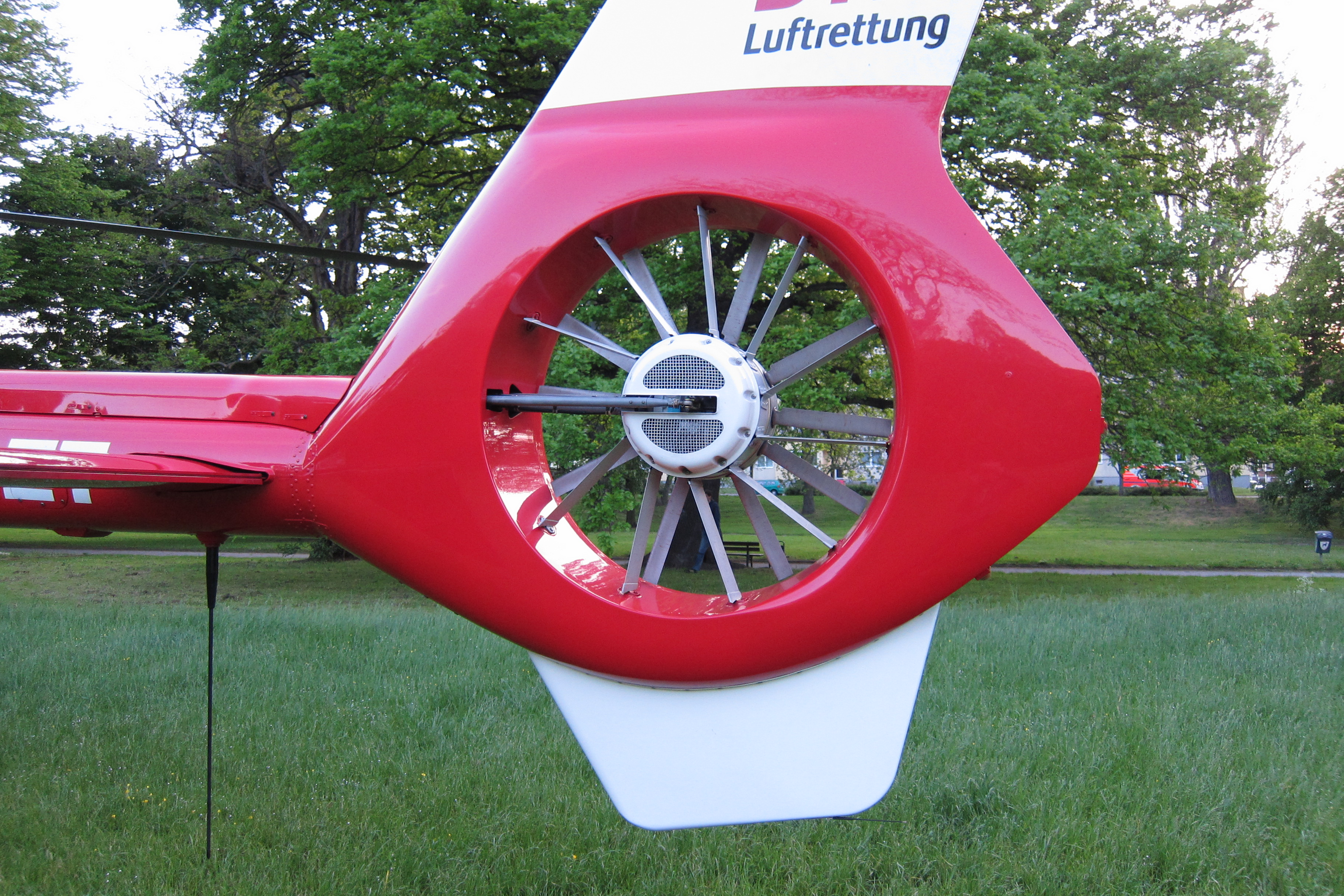
H135のダクテッドファン

垂直尾翼に相当する部分に、複数のファンを埋め込んだダクテッドファンと呼ばれるタイプも存在する。これは、テールローター周りをダクトで囲むことによりテールローターブレードの翼端損失を減少させ、テールローターの効率を上げると同時に、回転部分に対する接触の危険を低減させたものである。
かつてはアエロスパシアル特許であり商標からフェネストロンと呼ばれていたが、特許期間満了後は他のメーカーからも同じ方式が登場している。
ダクテッドファンの中には、テールローターブレードを意識的に不等間隔に配列する事で、各ブレードが発生する固有の可聴音を意図的に変更し、各ファンが互いの可聴周波数を相殺するようにして騒音を低減させたタイプもある。この技術は、日本のタイヤメーカーによる騒音低減技術を流用したものと言われている。

## 降着装置
ヘリコプターは離着陸時の滑走が不要で、当初は速度や航続距離も小さく空気抵抗が大きな問題にならなかったことから、金属の棒やパイプで構成される簡素な脚「スキッド」（Skid:橇）が利用され、牽引する際に車輪の付いた台に乗せて移動させていた。機体の大型化や空港での運用効率化の観点から車輪を備えた固定脚、近年ではさらに空気抵抗を軽減するため引き込み式の車輪を採用したモデルも存在する。小型機はスキッドが主流であるが、乗り降りの際に足をかけやすくするため上面に滑り止め加工を施したり、上下2本設置したり、空気抵抗を軽減するためスキッドの形状を工夫した機体もある。

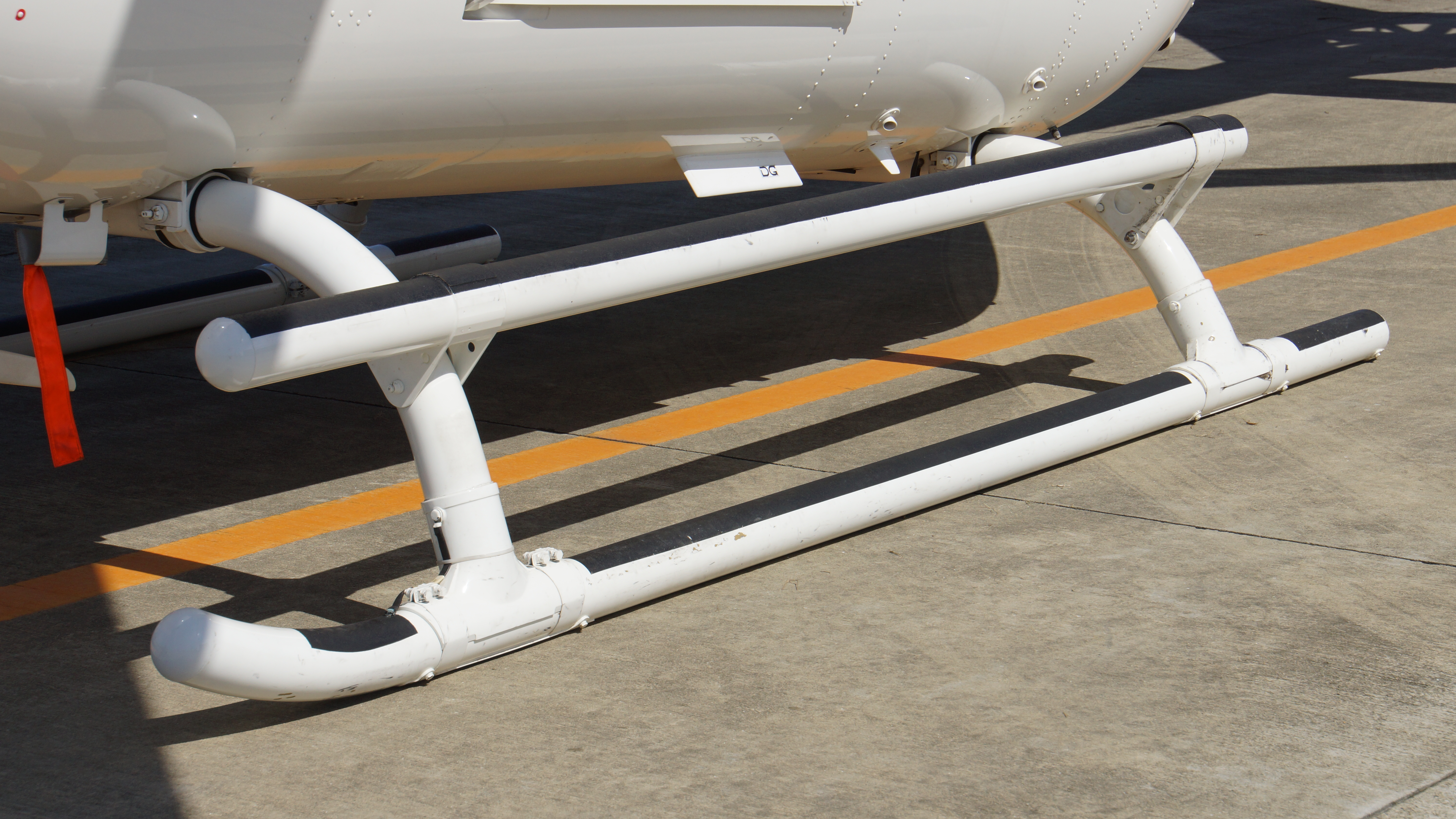
スキッドが上下2本あるTH-135
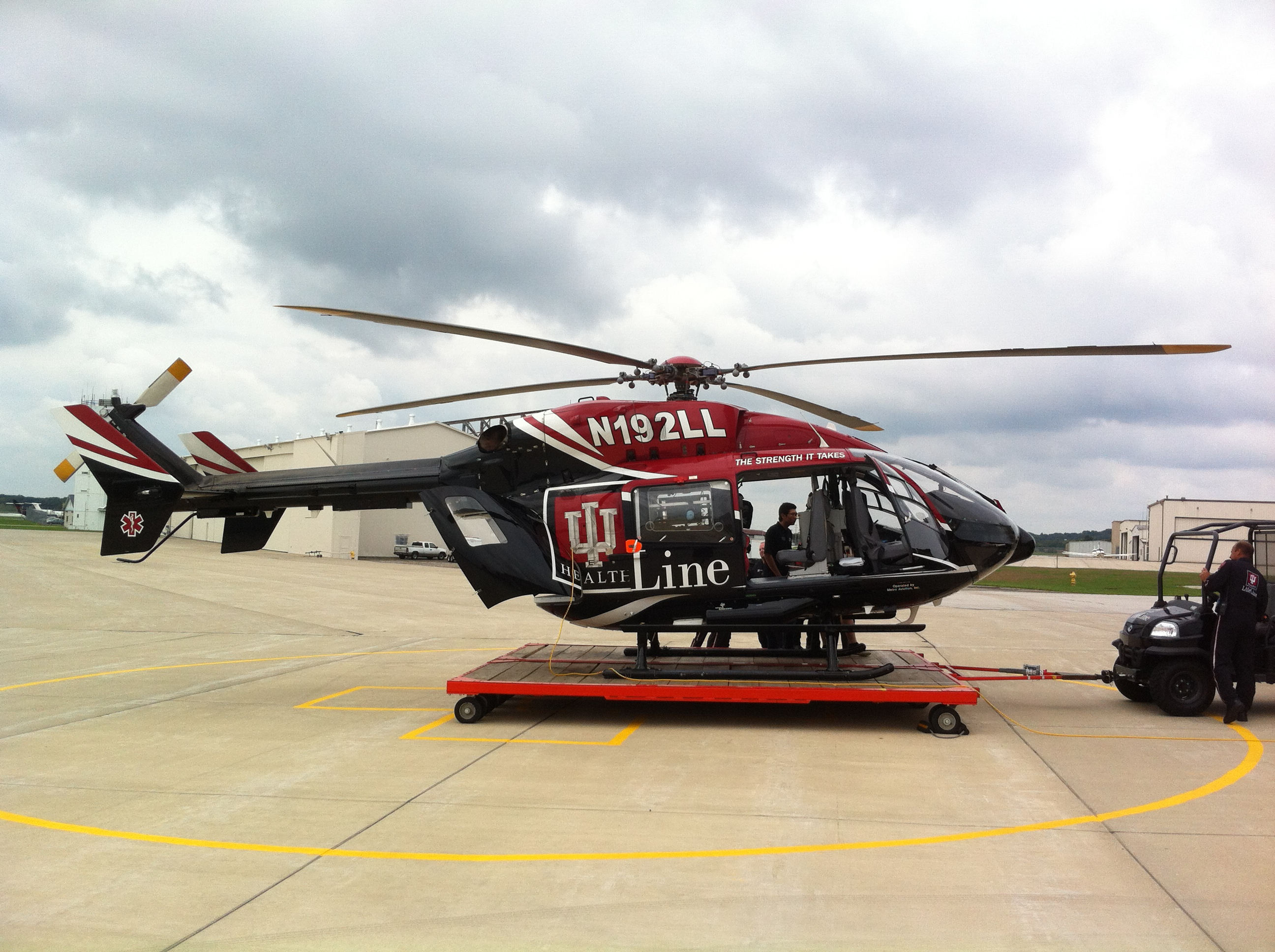
台車に乗せられたスキッド式のEC145
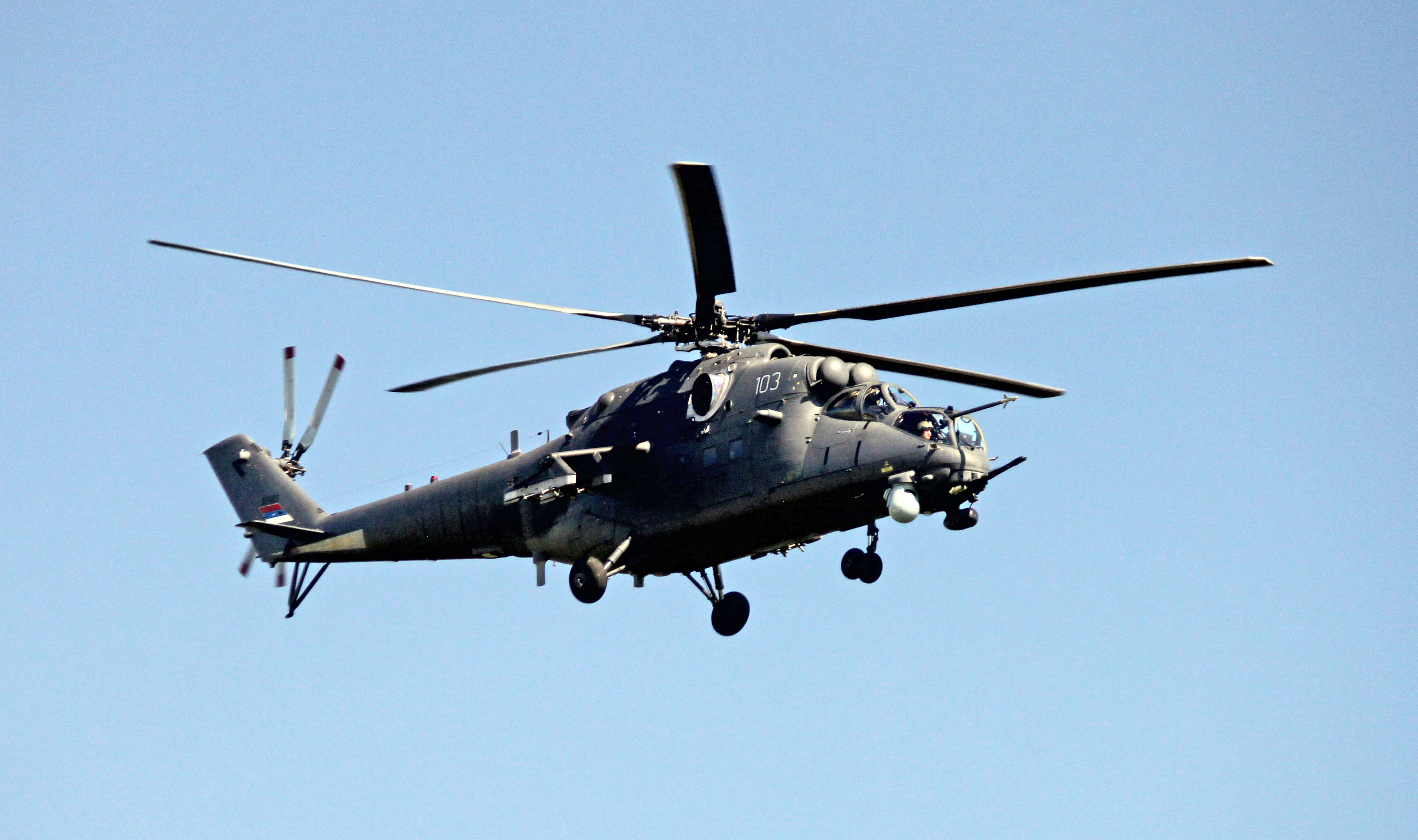
固定式の車輪を採用したMi-35M
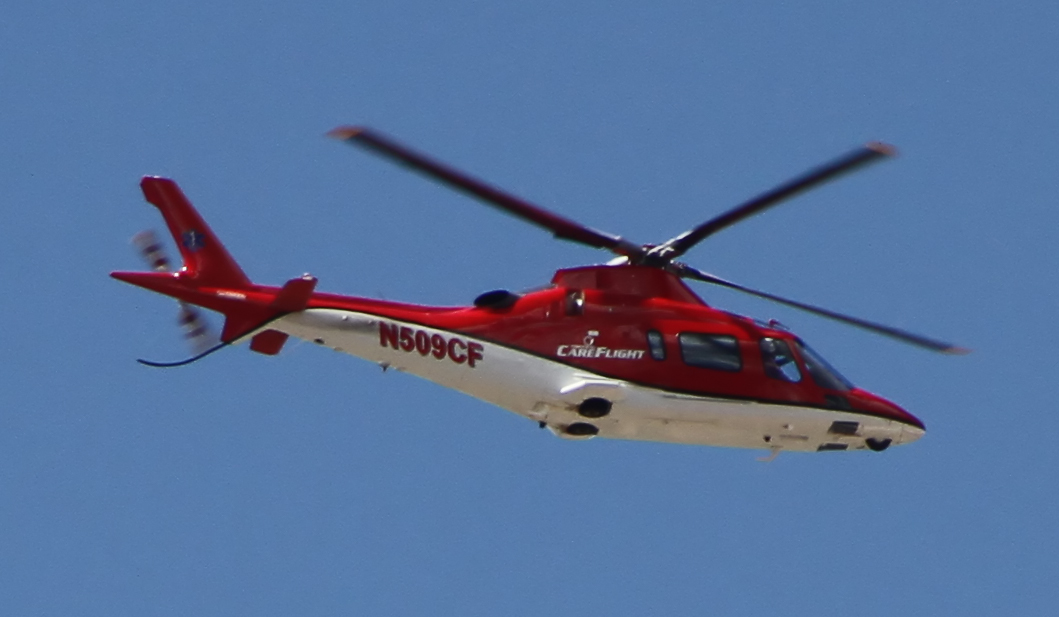
引き込み式を採用したアグスタ A109
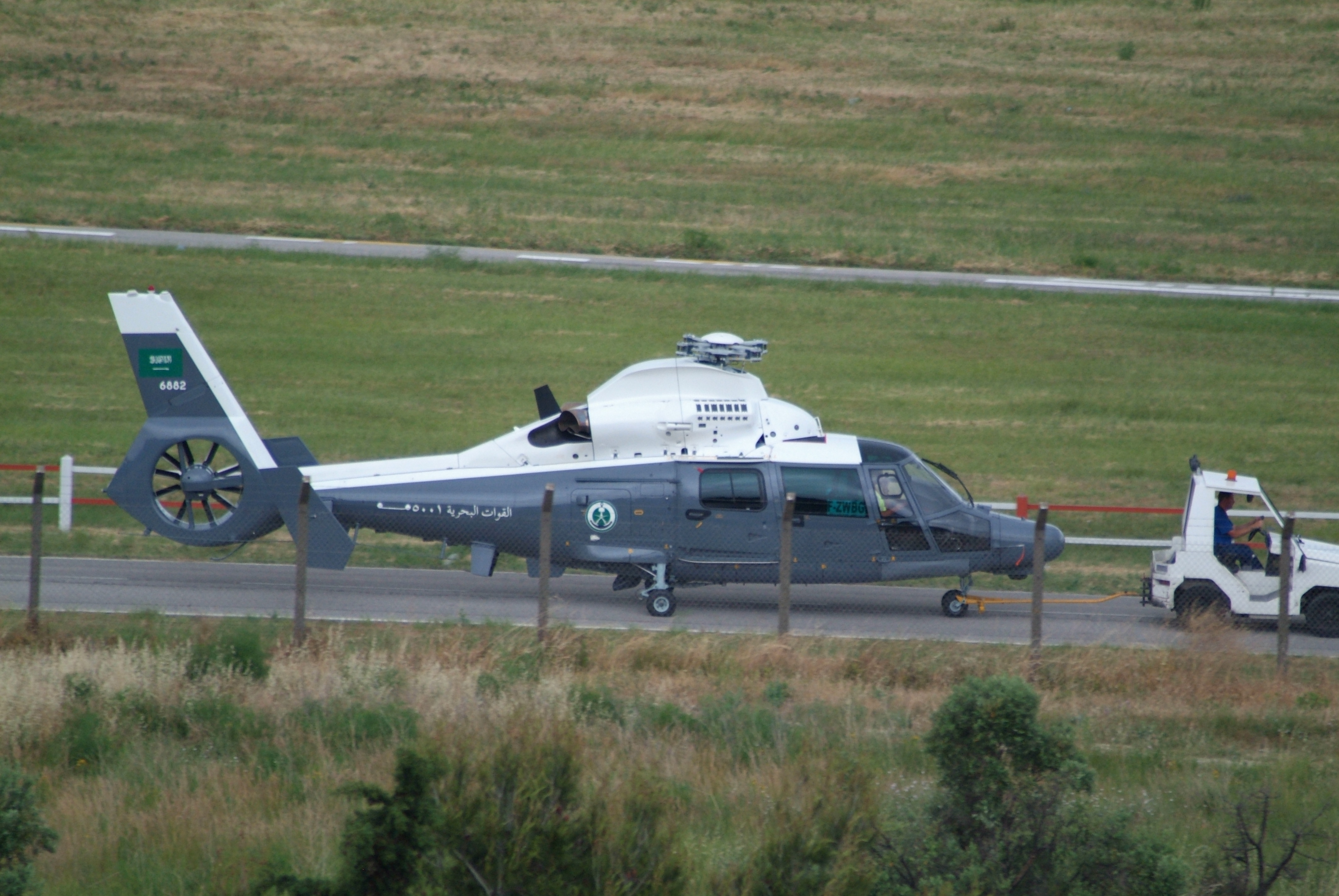
車両で牽引されるAS 565

## 飛行速度の限界

### 前進飛行時
ブレードの対気速度は回転方位によって異なり、特に前進方位と後退方位（端的には機体の右に位置するか左に位置するか）ではその差が大きい。ブレードの迎角が同じであれば、揚力は速度の2乗に比例するので、左右のアンバランスが生じる。従って、前進方位にきた時には迎え角を小さくし、後退方位にきた時には迎角を大きくしてバランスをとる必要がある。これはブレードに周期的なピッチ変化（縦のサイクリックピッチ）を与えることによって行う。

### 限界速度付近
速度が増加すると、後退側ではますます対気速度が減少し、かつ逆流領域も増加するので迎角をより大きくする必要があるが、迎角が失速角に達するとそれ以上は揚力を増加できなくなる。一方前進側では前進速度と共に対気速度が増加し、ブレード上では音速を超える領域（端的には周速が速い先端部）が生じて衝撃波が発生し抵抗が急増する。従って、ローターを回転させるために必要なパワー（形状抗力パワー）は、後退側での失速による抵抗増大と相まって急増する。

### 限界速度
後退側ブレードでは、ほぼ全面が失速と逆流領域になって、揚力をほとんど発生できなくなる。そのため、前進側でもバランス上揚力を発生できないので、揚力を発生しているのは回転円面の前方と後方のみとなる。しかし、なおも速度が増加すると、それらの回転方位も失速が始まり、ローターはもはやヘリコプターを飛行させるだけの推力を発生できなくなる。これがヘリコプターの飛行速度限界であり、対気速度400.87km/hが現在の最高記録となっている。

### 現実的な最高速度
飛行状態では、失速と衝撃波のため形状抗力パワーも非常に大きなものとなり、ローターの効率は低下する。また、大きな出力を必要とするので、エンジンとトランスミッションも大きく、重くなるなど、ヘリコプター全体の効率も低下する。従い純ヘリコプターでの対気最高速度は、経済性、現実性の観点から300km/h程度であるものが多い。

## 操縦

### 基本

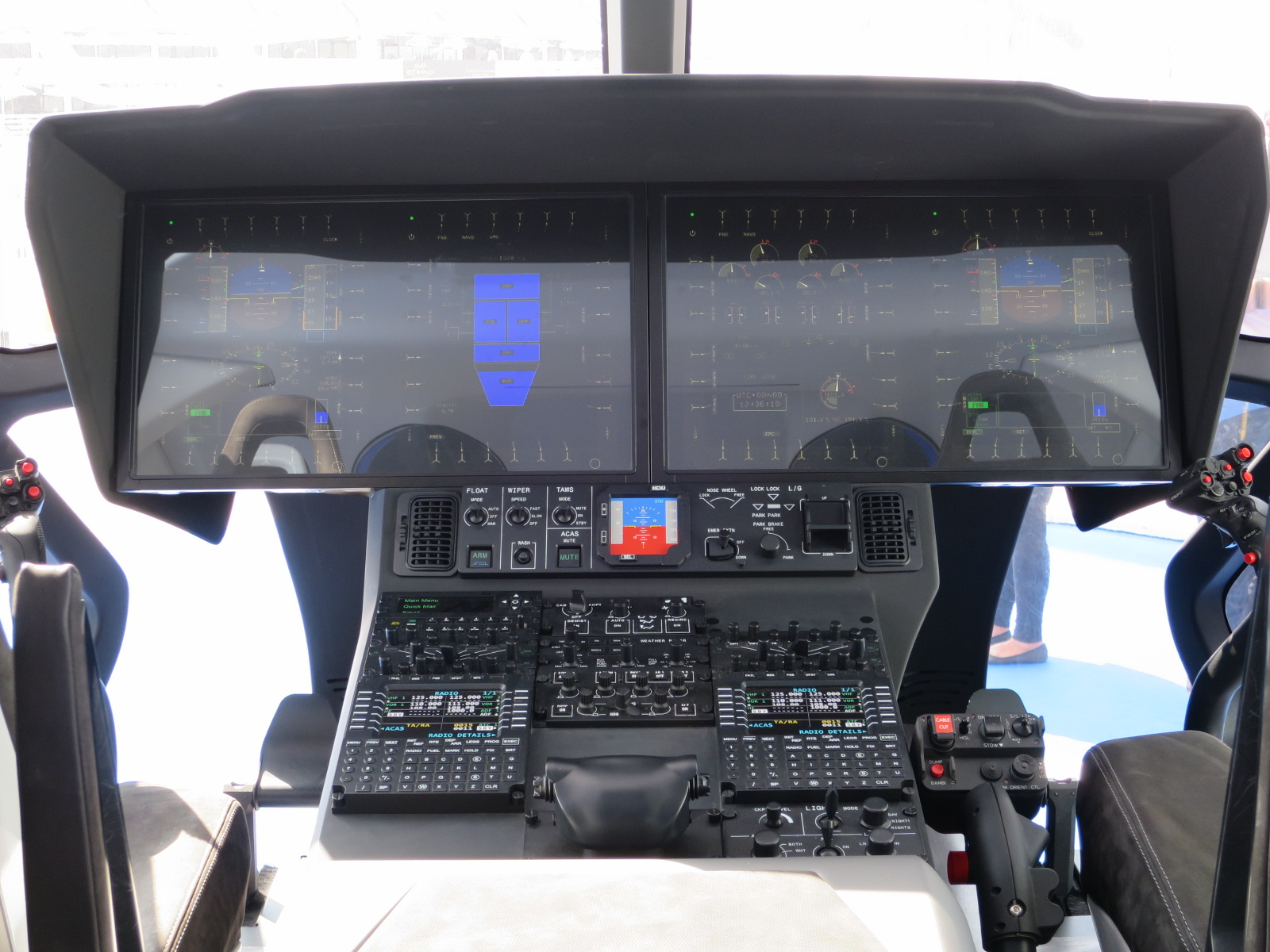
H160の操縦席

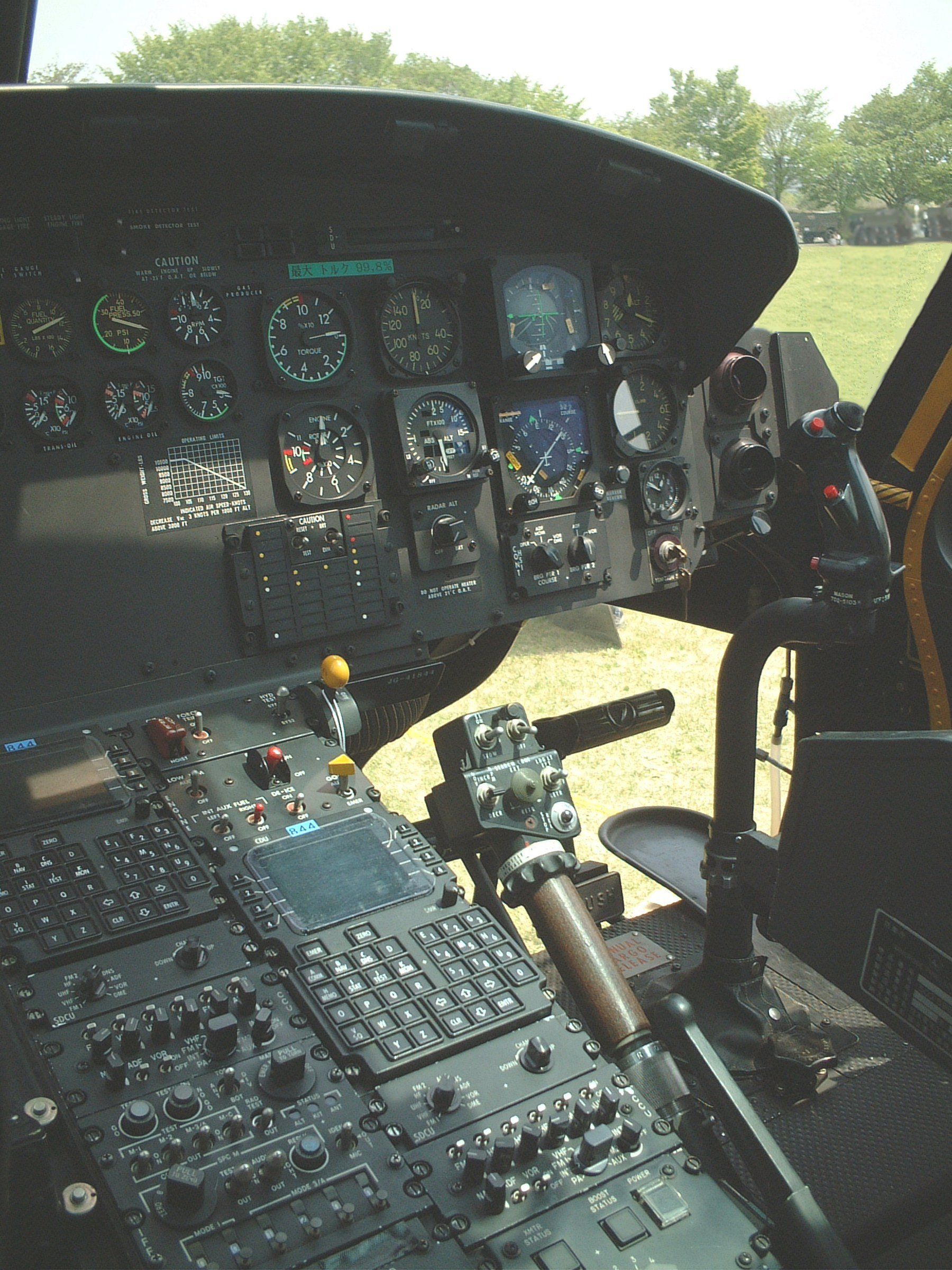
UH-1Jの操縦席

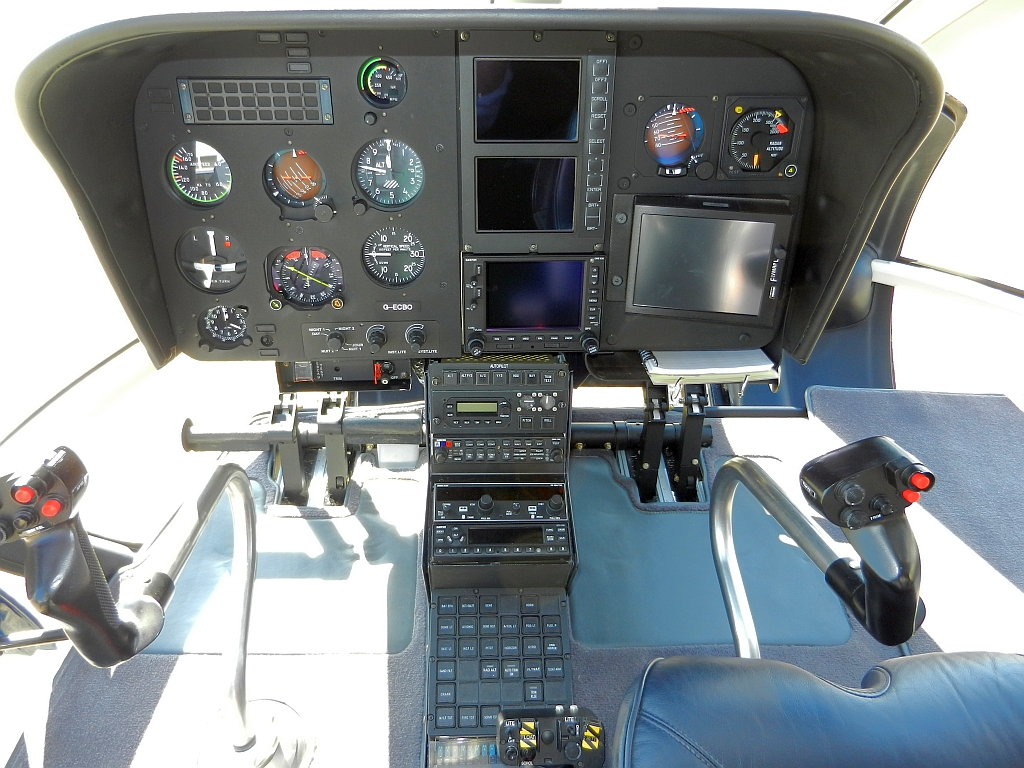
EC130の操縦席（機長席は左側）

ヘリコプターの操縦席は、ほとんどが機体前部に左右2座席備えられており、それらは左右で同じレイアウトのコレクティブピッチ・レバーやサイクリックピッチ・スティックが、機械的に連動されている。ただし、副操縦士を伴わないで飛行することも多いため、機長席側だけに装備している場合も少なくない（副操縦士側の装備は、比較的簡単に取り外しできる場合が多い）。
固定翼機とは異なり多くのヘリコプターでは右側が主操縦席（機長席）で左側が副操縦席となる。これは左側席では計器類が座席の右側になるため、これらを操作するたびに繊細な操作が要求されるサイクリックピッチ・スティック（略称：サイクリック = 操縦桿）から手を離さなければならず、その都度左手で操縦桿を持ち直す必要がある。この煩雑さを避けるため、また安全性の点から、ほとんどの機種で機長席を右側に設定している。機長席を左側に設定している機種にはエアバス・ヘリコプターズ EC130などがある。
前後左右への進行方向の操縦はサイクリックピッチ・ステックを右手で操作することで、スワッシュプレートとピッチリンクを介してメインローターの回転面の傾きを調整して行う。上昇下降方向の操縦は左手でコレクティブピッチ・レバー (CP) を操作することで、スワッシュプレートとピッチリンクを介してメインローターブレードの迎角を増減して行う。つまり、固定翼機と異なり、“離陸のためにエンジンを吹かし対気速度を上げる”という概念はない（これをやっても単にローターの回転数が上がるだけで、迎角も操作しなければ意味がない）。
ローターの回転軸を中心にした機首方向の調整は、両足を用いて左右のラダーペダル（アンチトルクペダル）を操作することで、スワッシュプレートとピッチリンクを介してテールローターブレードの迎角を増減させて行う。
一例として、単発エンジン搭載のシングルメインローター（ローター回転方向は機体を上から見て反時計方向）という条件であれば、上昇のためCPを引き上げるとメインローターのトルクが増大して機体が右に回り始めようとするので、機首方位を保つために左ラダーペダルを踏み込み、テールローターの推力を増大させてこれを打ち消す必要がある。同時にテールローターの推力が増大すると機体が右側進を始めるので（ドリフト）、サイクリックを左に操作して右側進を止めなければならない。これら一連の特性をカップリングという。
エンジンの出力制御は、CPレバーのグリップや多発機などでは天井にあるレバーで行うが、メインローターブレードのピッチ（迎角）の増減によるエンジン回転数の制御は、ターボシャフトエンジン機の場合、エンジン回転数を一定に保つ燃料コントロール装置により、燃料量の制御が自動的に行われ補正されるので、スロットルグリップによる回転数の制御は不要である。ピストンエンジン機も、エンジンガバナー（回転数補正機構）が装着されていれば、ある程度までのピッチ増減は自動補正が可能である。しかし、操作量が大きい場合やエンジンガバナーがない機種の場合などはCPレバーのスロットルグリップも操作して常に適正回転数に保つ必要がある。パイロットはこれら全ての飛行状態において、両手両足で3つの舵を調和させて操縦しなければならない（スロットルを開け、かつCPを引き、同時に左ペダルを適度に踏み込み、更にサイクリックも左に適度に押し続ける）。
前進飛行中に旋回を行う場合、右旋回ならサイクリック（操縦桿）を右へ倒し、機体を「右バンク」させると同時に、右ペダルを踏み込んで機首方向を変えるという操作を行なう。この時、バンク角に見合った適切なペダル操作を行い、機体が横滑りしないように旋回操作を行う。これらは、固定翼機と同様である。また、深いバンク角での旋回を行うと、鉛直方向の揚力が水平飛行時よりも不足し、高度が低下するので、CPレバーを引き、揚力の不足分を補う操作を同時に行う必要がある。

### 降下と着陸進入

#### 水平飛行から降下への移行
水平飛行から降下へ移るのは、単に巡航高度を低高度に変更する場合と、引続き進入着陸を意図する場合がある。巡航高度を変更するだけの目的で降下する場合は、巡航速度を維持したまま降下するが、降下に引き続いて着陸を意図する場合は、着陸進入に適した降下速度にあらかじめ減速しながら降下に移る。
操作手順としては、まずCPレバーを下げて、機体に所望の降下率を与える。この時右ラダーペダルを踏んで（メインローターが上方からみて反時計方向回転の場合）、機体を横滑りさせないように操作しながら、サイクリック・スティックで所望の降下速度に調整をする。
一般にシングルロータのヘリコプタでは、CPを下げると機首が下がり、上げると機首が上がる傾向がある。従って、降下飛行に移行する場合は、機首下げによって速度が増えやすいので速度保持に注意しなければならない。

#### 最終進入から着陸
着陸進入の形態には大別して次の3種類があり、着陸場所の地形や、離着陸機の混雑度を考慮してパイロットの判断で使い分けられる。

### 通常進入、高速進入、低速急角度進入
最終進入とは、着陸に対して最終的に着陸点に正対して直線進入降下飛行をいう。着陸スポットに確実に到達するために、自ら設定した経路、進入角を外れないように特に正確な操縦操作が要求される。

#### 通常着陸進入
通常進入は、速度VY（最良上昇速度）、進入角6 - 7度で開始する。正確な進入角に乗って降下した場合、対地高度150フィート（約50メートル）から着陸に備えて減速操作を始める。
減速降下中の速度と高度の関係は、そのヘリコプタの飛行規程に示されているH-V線図（高度-速度包囲線図 Height-Velocity Envelope）を考慮した諸元に従って操縦しなければならない。
VY以下に減速すると、減速につれて沈下が大きくなるので、CPを操作して進入角を保つ。着陸スポット上にホバリングするため一定の減速率で減速を続けるが、一般的に速度計は極低速（約20ノット以下）では信頼性に欠けるため、地面の流れなど、目視感覚で速度処理をしながらスポット上に、対地高度1 - 3メートルでホバリングして着陸進入を終了する。

#### 高速進入着陸
飛行場のような障害物のない広い場所で、後続の進入機に早く進入コースを開放するなど、必要に応じて使用される進入方法である。速度約100ノットで、通常進入よりやや浅い4 - 5度の進入角で最終進入経路に入る。
対地高度150フィート（約50m）まで速度約100ノットを維持し、そこから急減速動作に入り着陸スポット上にホバリングする進入方法で、急減速過程では、減速のための機首上げ操作により、機体が上昇しないようにCPレバーを大きく下げなければならない。そして、次にホバリングに移るためCPレバーを大きく上げる操作が必要になる。
このため、ラダーペダルの操作もCPレバーの操作に合わせて、減速過程では大きく右ラダーを踏み、ホバリングに移行する時には、大きく左ラダーを踏んで機首方位を保たなければならない。
このように高速進入から急減速停止するために、機体姿勢が大きく変化する事になり、サイクリック・ピッチ・スティック操作による機体の動き（上昇または沈下）を見て、進入角と機首方位を維持するため、CPとラダーペダルの操作の切り替えのタイミングと操舵量を瞬間的に判断して、素早い操作が求められる。

### オートローテーション

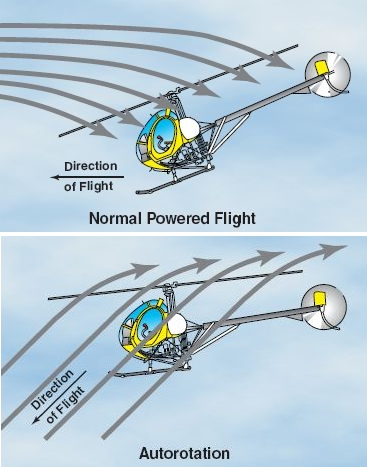
各モードの空気の流れ
上: 通常飛行
下: オートローテーション

エンジン故障などによって動力を失ったヘリコプターでもすぐには墜落しないように、オートローテーション（自動回転）と呼ばれる飛行方法によって緩やかに降下できるよう工夫されている。それは、カエデの種子が風を受けてクルクルと回転しながら舞い降りるように、ゆっくりと降下する方法である。
オートローテーションは、エンジンとローターとを切り離して、機体の降下によって生まれる空気の流れからメインローターの回転力を得る飛行方法であり、推力を生むメインローターだけでなくテールローターや補機類も駆動される。基本的に、ヘリコプターはオートローテーションによって、全てのエンジンが停止しても安全に着陸できる。ただし全ての飛行状態においてオートローテーションが行えるのではなく、前進速度や高度が不足している場合は、オートローテーションに移行する前に墜落してしまう可能性がある。パイロットは常にこれを念頭に置いて機体を操縦する必要がある。オートローテーションはヘリコプターの操縦に必須の技術とされており、ヘリコプターパイロットは必ず訓練を受ける。技能試験では、規定高度から地上の規定の広さの中へ安全に模擬着陸できることが要求される。
オートローテーション自体は水平速度がゼロ（つまり垂直降下）であっても可能だが、軟着陸をするためには前進速度が必要である（前進するエネルギーをメインローターの回転エネルギーに変換し、降下率を下げて軟着陸する）。
なお、機体の重量が軽すぎると、オートローテーション時にコレクティブピッチ (CP) を最大（CP レバーを最も下）にしてもローターの回転数が上がらないので、ヘリコプターには最小飛行重量が定められている。

#### 操縦操作
全エンジンが停止した場合にはローターの駆動力が失われるので、メインローターのブレードの迎角を通常飛行時のままにしているとメインローターの回転数が急速に減少してブレードが揚力を失ってしまう。回転数の低下を防ぐため直ちにCP（コレクティブピッチ）レバーを下げてブレードをフルダウンにすると共に、右ペダル（メインローターの回転方向が上方からみて反時計回りの場合）を踏み込んで機首方向を維持し、次いでサイクリック・ピッチ・スティック（操縦桿）を操作し、希望する前進速度を得る。なお、ローターの回転数はオートローテーション時の常用最大値と最小値の間になるように、CPレバーを操作（アップ：回転数減、ダウン：回転数増）し、限界値を超えないようにする。着地時はサイクリックレバーをわずかに引いて下降速度を低下させ（このときローター回転数が上昇するので、これもCPレバーで抑える）、接地直前にCPレバーを大きく引き上げて軟着陸する。

#### 飛行回避領域／高度-速度包囲線図
高度-速度包囲線図（height-velocity-envelope、H-V線図）は、通常飛行からオートローテーションに安全に移行できる高度と速度との関係を表した図である。ヘリコプターが通常飛行からオートローテーションに移行するにはある程度時間がかかり、その間に高度が低下する。したがって、速度が低い場合は高度の制限が、高度が低い場合は速度の制限が設けられる。この制限内ではオートローテーションに移行しようとしても、適度の沈下率と前進速度を保つことができず、地面に安全に着陸することができない。双発エンジンの機体では、片発故障時に対してだけH-V線図が規定されていて、制限範囲は小さくなる。また、機種によっては機体重量が軽いときには制限範囲がなくなる場合もある。デッドマンズカーブ (dead man's curve) という別名もあるが、デッドが死を意味するので避けられ、現在はH-V線図と表記されることが多くなっている。

### 曲技飛行

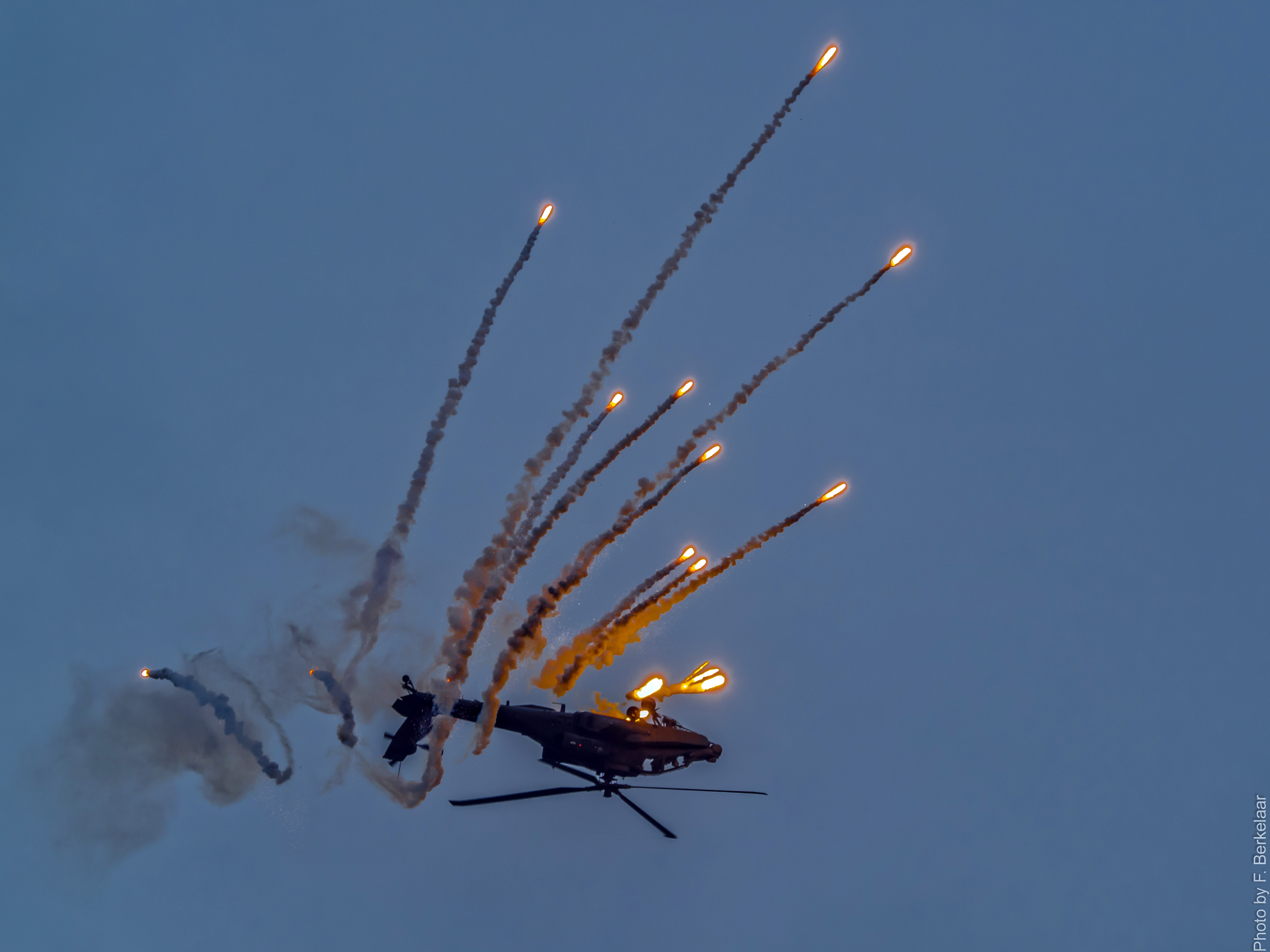
背面状態でフレアを放出するオランダ軍のAH-64D

固定翼機で行われる曲技飛行の機動の多くは、飛行方法の異なるヘリコプターでの実行は困難だが、1949年にヘリコプターでは世界初とされるループ（宙返り）がシコルスキー S-52で記録されている（つまり、映画「ブルーサンダー」のクライマックスのような光景は実際には不可能ではない）。
1970年代にもS-67 やCH-53 といったシコルスキー機はデモンストレーションにてループまたはロール（横転）を披露している。
シコルスキー以外でもヒューズ 500 やベル 407 といった全関節型ローター機の他、ロッキード XH-51、AH-64 アパッチ、ユーロコプター ティーガー、アグスタウェストランド リンクス、MBB Bo 105 といったリジッドローター機、OH-1 やEC 120といったベアリングレスローター機でループやロールの実績がある。
これらの機体が航空祭などで曲技飛行を披露しており、スペイン空軍では練習機として導入したEC 120で飛行教官による曲技飛行隊『Patrulla ASPA』を結成している。
無線操縦ヘリコプターの世界では、ローターピッチをマイナス角に操作する事で背面飛行まで可能となっているのみならず、固定翼機でも考えられない激しい機動を実現している。

## 日本での耐空類別
『耐空性審査要領』には「耐空類別」として以下に分類されている。
- 回転翼航空機普通N類 - 最大離陸重量3,175kg以下の回転翼航空機
- 回転翼航空機輸送TA級 - 航空運送事業の用に適する多発の回転翼航空機であって、臨界発動機が停止しても安全に航行できるもの
- 回転翼航空機輸送TB級 - 最大離陸重量9,080kg以下の回転翼航空機であって、航空運送事業の用に適するもの

なお日本の航空法では回転翼航空機の曲技について規定されておらず、民間機の曲技飛行は行われていないが、耐空類別の対象外である陸上自衛隊のOH-1などが航空祭でループやピボットターンを披露している。

## 事件・事故
航空事故の一覧も参照
- 1988年佐田岬半島米軍ヘリ墜落事故
- 沖国大米軍ヘリ墜落事件（2004年）
- 佐柳島沖海保ヘリ墜落事故（2010年）
- 東アーザルバーイジャーン州ヘリコプター墜落事故（2024年）